# 27. August
Der 27. August ist der 239. Tag des gregorianischen Kalenders (der 240. in Schaltjahren), somit bleiben noch 126 Tage bis zum Jahresende.

## Ereignisse

### Politik und Weltgeschehen
- 0479 v. Chr.: An oder um diesen Tag finden mit der Schlacht von Platää und der annähernd gleichzeitigen Seeschlacht von Mykale die Perserkriege ein Ende. Die Perser werden von den verbündeten griechischen Kleinstaaten geschlagen.

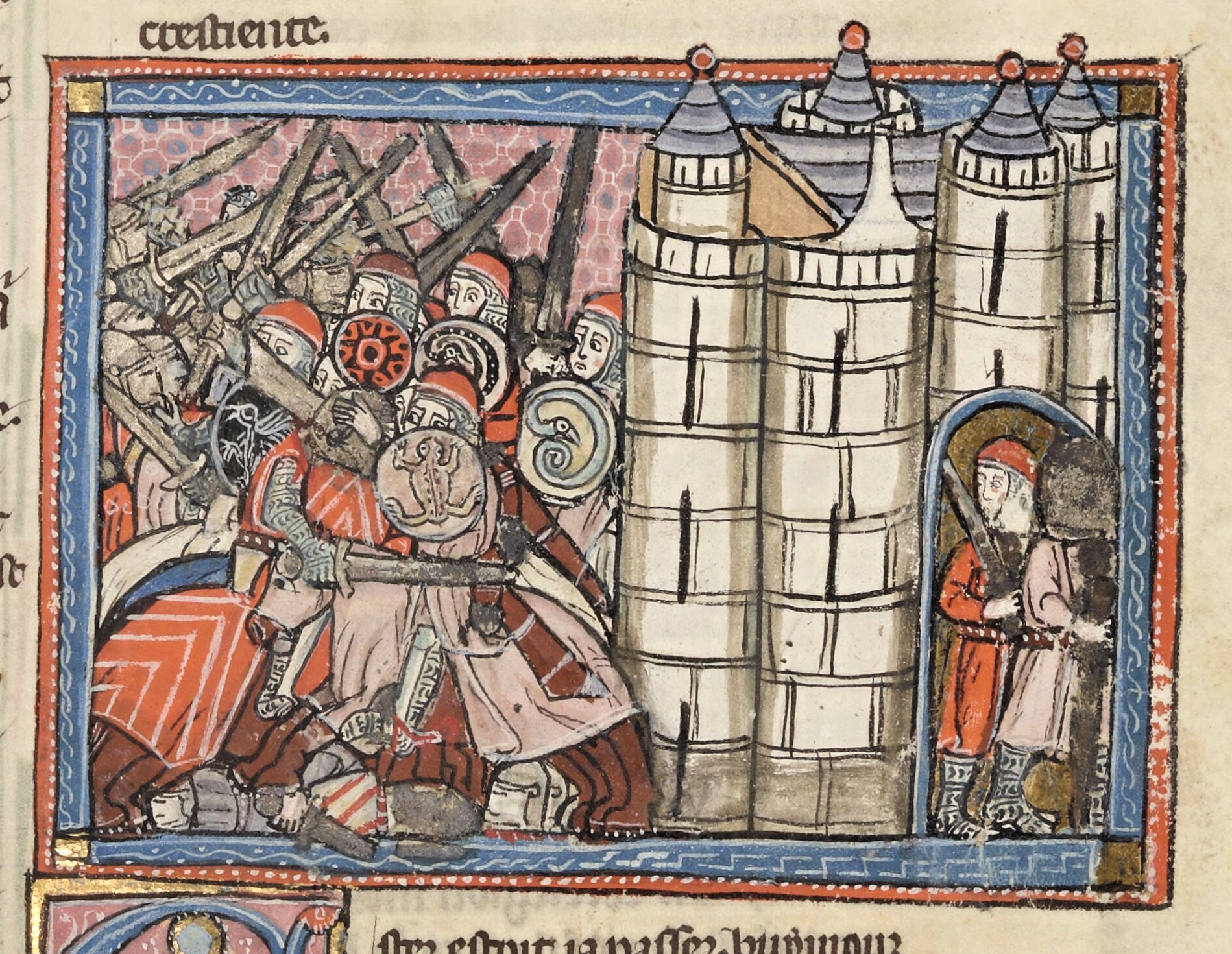
1105: Dritte Schlacht von Ramla

- 1105: In der dritten Schlacht von Ramla unterliegt eine Streitmacht der Fatimiden wie in den beiden Kämpfen zuvor dem Heer des Königreichs Jerusalem unter Balduin I. Danach verzichten die Ägypter auf weitere Rückeroberungsversuche Palästinas.
- 1301: Nach dem Aussterben der Árpáden wird der Přemyslide Wenzel III. in Stuhlweißenburg als Ladislaus V. zum ungarischen König gekrönt.
- 1333: Kaiser Ludwig IV. gewährt der Stadt Heilbronn das Neckarprivileg. Der damit verbundene Bau von Stauwehren wird die durchgängige Schifffahrt auf dem Neckar bis zum 19. Jahrhundert bei der Stadt unterbrechen, was zu ihrer wirtschaftlichen Blüte beiträgt.
- 1388: Der Sieg bosnischer Truppen in der Schlacht bei Bileća gewährt den Einheimischen eine Verschnaufpause im Kampf mit dem expandierenden Osmanischen Reich.
- 1526: Der Reichstag zu Speyer beschließt in der Religionsfrage, den Reichsständen zu erlauben, für sich also zu leben, zu regieren und zu halten, wie ein jeder solches gegen Gott, und Käyserl. Majestät hoffet und vertraut zu verantworten. Damit ist das Wormser Edikt faktisch aufgehoben; eine endgültige Entscheidung wird einem noch einzuberufenden Nationalkonzil vorbehalten.
- 1569: Papst Pius V. verleiht in einer Bulle Cosimo I. de’ Medici den Titel eines Großherzogs der Toskana und setzt sich dabei über kaiserlichen Widerstand hinweg.
- 1597: Durch verschiedene grobe Patzer des koreanischen Flottenadmirals Won Gyun erleidet die Marine von Joseon im Imjin-Krieg bei der Seeschlacht von Chilchonryang eine herbe Niederlage gegen die Japaner; als Konsequenz wird fast die gesamte koreanische Flotte vernichtet.
- 1626: In der Schlacht bei Lutter besiegen Truppen der Katholischen Liga unter Tilly im Dreißigjährigen Krieg das dänische Heer unter König Christian IV. und erobern die Burg Lutter.

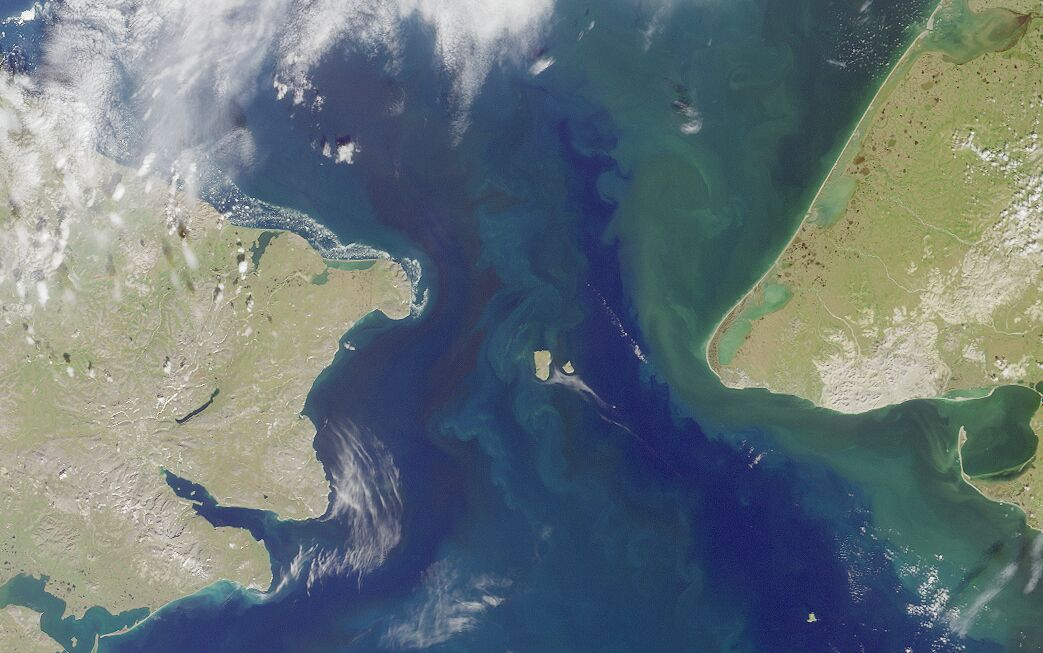
1728: Diomedes-Inseln

- 1728: Vitus Bering entdeckt eine zwischen Russland und Alaska gelegene Inselgruppe, die er Diomedes-Inseln nennt.
- 1773: Im Vertrag von Zarskoje Selo wird das größte Tauschgeschäft des 18. Jahrhunderts geregelt. Dänemark erhält Holstein, der Lübecker Fürstbischof Friedrich August I. im Gegenzug das kurz darauf geschaffene Herzogtum Oldenburg.
- 1776: Im Amerikanischen Unabhängigkeitskrieg gewinnen die Briten gegen die Truppen der Kolonisten in der Schlacht von Long Island und besetzen danach New York City.
- 1791: Kaiser Leopold II. und König Friedrich Wilhelm II. von Preußen beschließen nach der dreitägigen Fürstenzusammenkunft im Pillnitzer Schloss die Pillnitzer Deklaration. Diese sieht die Bildung einer Koalition zur Zerschlagung der Französischen Revolution vor.
- 1813: In der zweitägigen Schlacht um Dresden im sechsten Koalitionskrieg erringt Napoléons Grande Armée den Sieg.
- 1813: Preußische Verbände und ein französisches Korps liefern sich während der Befreiungskriege die Schlacht bei Hagelberg, die durch das Eingreifen russischer Kosaken mit der Flucht der Franzosen endet.

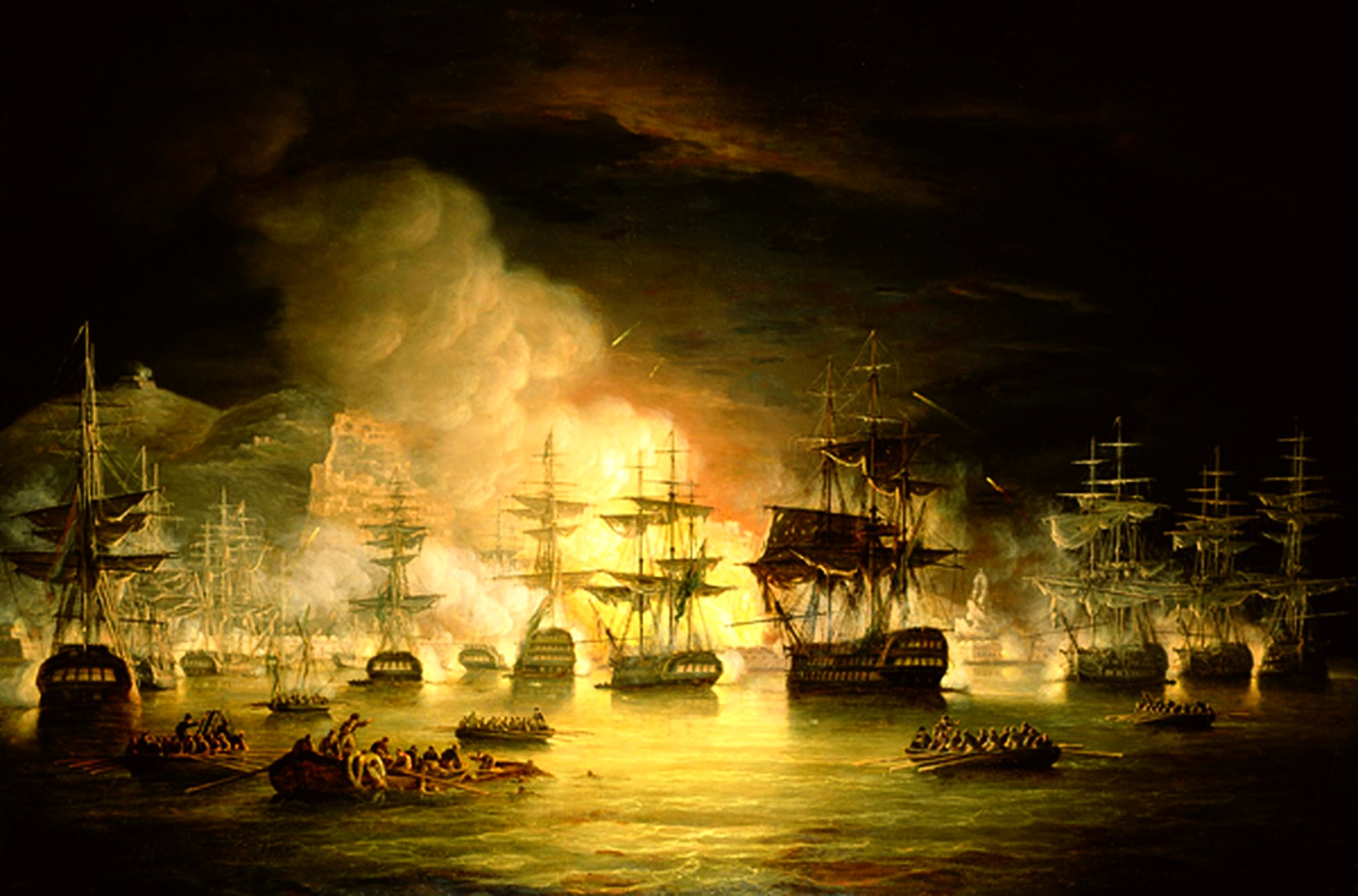
1816: Bombardierung Algiers

- 1816: Die Stadt Algier wird von einer britisch-niederländischen Flotte beschossen. 19 britische Kriegsschiffe unter dem Kommando von Edward Pellew und elf niederländische Fregatten unter dem Befehl von Admiral Theodorus Frederik van Capellen zerstören die Stadt und ihre Befestigungen sowie die Flotte des Deys Omar. Die Strafaktion führt zur Freilassung gefangener christlicher Sklaven und der Rückzahlung bereits entrichteter Lösegelder des Herrschers über Korsaren.
- 1828: Mit dem Vertrag von Rio de Janeiro erkennen Brasilien und Argentinien auf britischen Druck die Unabhängigkeit Uruguays an.
- 1832: Mit der Gefangennahme des sich ergebenden Häuptlings Black Hawk endet der letzte Indianerkrieg östlich des Mississippi River in den Vereinigten Staaten.
- 1874: Die Brüsseler Konferenz von 1874 endet mit der Deklaration über die Gesetze und Gebräuche des Krieges, die zwar nie völkerrechtlich verbindlich wird, aber die Grundlage für die Haager Friedenskonferenzen bildet.
- 1896: Im Britisch-Sansibarischen Krieg, der als kürzester Krieg der Weltgeschichte gilt, sichern die Briten ihre Herrschaft über Sansibar.

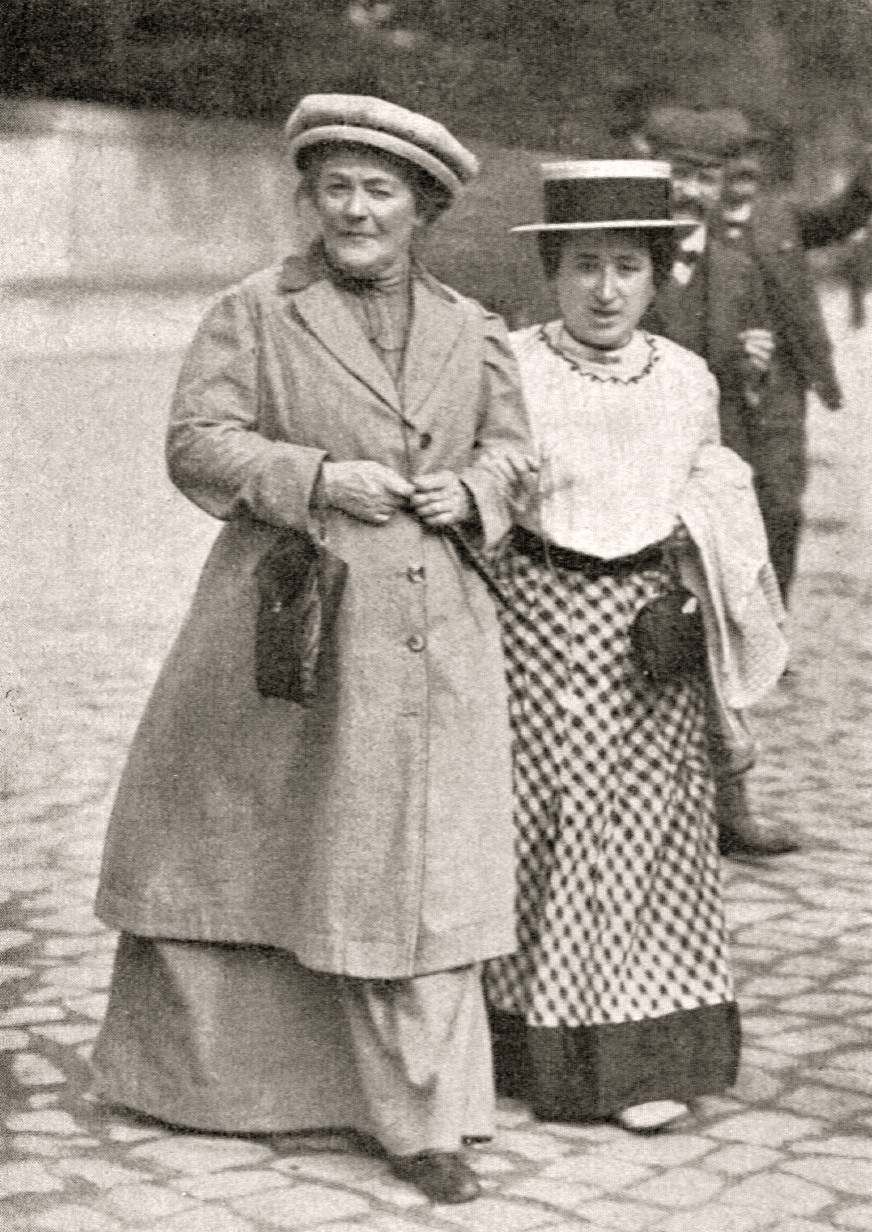
1910: Clara Zetkin (links)

- 1910: Die deutsche Sozialistin und Frauenrechtlerin Clara Zetkin schlägt auf der Zweiten Internationalen Sozialistischen Frauenkonferenz in Kopenhagen die Einführung eines internationalen Frauentages vor, ohne jedoch ein bestimmtes Datum zu favorisieren. Er wird später auf den 8. März festgelegt.
- 1914: Im Ersten Weltkrieg kapituliert die deutsche Kolonie Togo vor den Truppen Großbritanniens und Frankreichs.
- 1916: Rumänien tritt auf Seiten der Entente in den Ersten Weltkrieg ein, nachdem dem Land weitreichende Gebietsgewinne in Aussicht gestellt worden sind.
- 1928: In Paris wird der Briand-Kellogg-Pakt unterschrieben. Der Vertrag enthält den Verzicht der Teilnehmer, Krieg zum Mittel ihrer Politik zu machen.
- 1941: Massenerschießung von 23.600 Juden durch SS und Polizeibataillon 320 beim Massaker von Kamenez-Podolsk. Erstmals werden unterschiedslos alle Juden einer Region, ohne Rücksicht auf ihr Alter und Geschlecht, ermordet.
- 1979: Bei einem Bombenanschlag der IRA auf seine Yacht sterben Louis Mountbatten, 1. Earl Mountbatten of Burma und drei weitere Menschen.

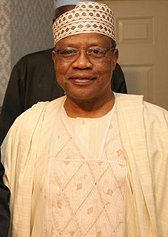
1985: Ibrahim Babangida

- 1985: General Ibrahim Babangida übernimmt durch einen Putsch die Macht in Nigeria.
- 1990: Bundesverteidigungsminister Gerhard Stoltenberg beauftragt Generalleutnant Jörg Schönbohm, die NVA aufzulösen und in die Bundeswehr zu integrieren.
- 1991: Die Republik Moldau wird unabhängig.
- 1992: Im Gefolge des Golfkrieges wird über dem Südirak eine mit dem Schutz der schiitischen Bevölkerungsteile begründete Flugverbotszone etabliert.
- 1994: In Bosnien und Herzegowina beginnt eine zweitägige Volksabstimmung, bei der sich rund 96 Prozent der Serben gegen den internationalen Friedensplan aussprechen.
- 2001: In Mazedonien startet die NATO-Operation „Essential Harvest“, mit der die Waffen der Kriegsparteien eingesammelt werden sollen.
- 2003: Die maoistische Führung kündigt einen Waffenstillstand in Nepal an.

### Wirtschaft
- 1664: Die französische Ostindienkompanie entsteht durch ein königliches Privileg aufgrund einer Initiative des Finanzministers Jean-Baptiste Colbert.
- 1859: Edwin L. Drake stößt bei Titusville in Pennsylvania, wo 1857 plötzlich Erdöl aus dem Boden gesickert ist, bei seiner Bohrung auf den begehrten Rohstoff. Durch die nun mögliche industrielle Förderung beginnt das Zeitalter der Petroleumindustrie in den Vereinigten Staaten.

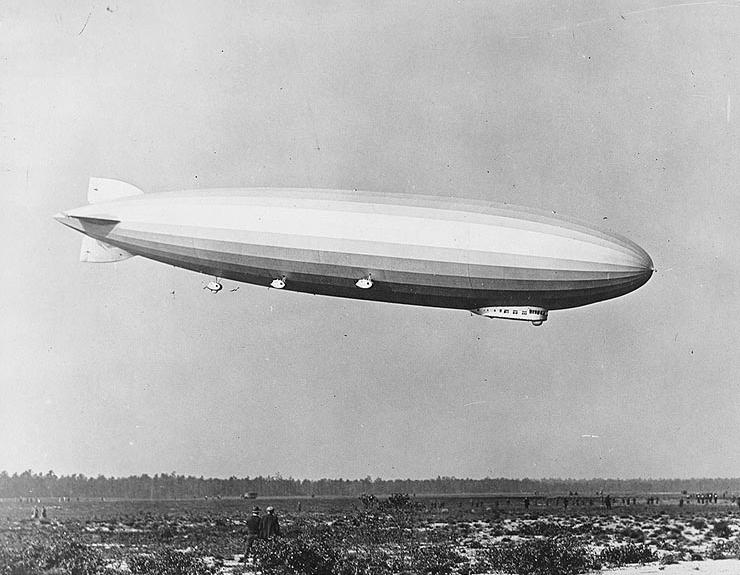
1924: LZ 126

- 1924: Der Zeppelin LZ 126, später als ZR-3 USS Los Angeles in amerikanischen Diensten, macht seine Jungfernfahrt.
- 1931: Das Flugboot Dornier Do X, das größte Flugzeug seiner Zeit, landet nach mehrmonatigem Repräsentationsflug in New York City und wird dort mit großem Jubel begrüßt.
- 1945: Der Wiener Kurier, Vorläufer des Kurier, erscheint erstmals.
- 1962: Die monatliche Satirezeitschrift pardon kommt in der Bundesrepublik Deutschland heraus.
- 1992: Die deutsche Illustrierte Quick stellt nach 43 Jahren ihr wöchentliches Erscheinen ein.

### Wissenschaft und Technik

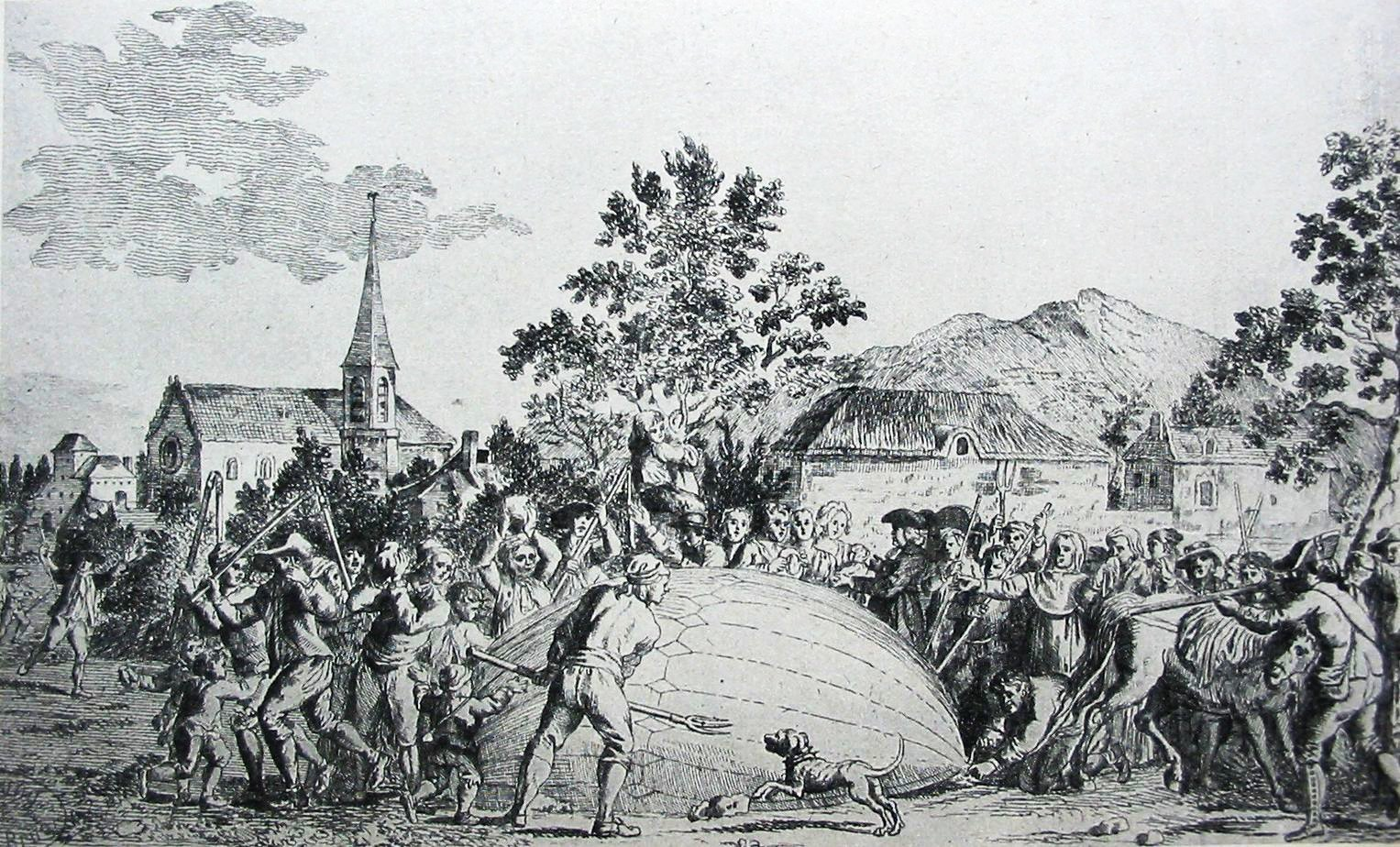
1783: Zerstörung des Ballons bei Gonesse

- 1783: Der erste mit Wasserstoffgas gefüllte Ballon des Erbauers Jacques Alexandre César Charles steigt unbemannt vom Pariser Marsfeld auf und wird von Bauern bei der Landung als vermeintliches Teufelsgerät mit Mistgabeln zerstört.
- 1783: Als Caroline Herschel im Sternbild Andromeda ein neues Himmelsobjekt entdeckt, ahnt niemand, dass diese elliptische Galaxie schon zehn Jahre zuvor von Charles Messier beobachtet worden ist. Als Messier 110 ist sie heute geläufig. Erst im Jahr 1798 veröffentlicht Messier sein Wissen hierzu.
- 1893: Im New Yorker Hafen findet das Columbian Naval Review anlässlich der Weltausstellung in Chicago statt.
- 1909: Im Abri Combe Capelle im französischen Département Dordogne wird bei Ausgrabungen der Mann von Combe Capelle gefunden. Das entdeckte Skelett wird in das untere Aurignacien datiert und ist demnach mindestens 28.000 Jahre alt.

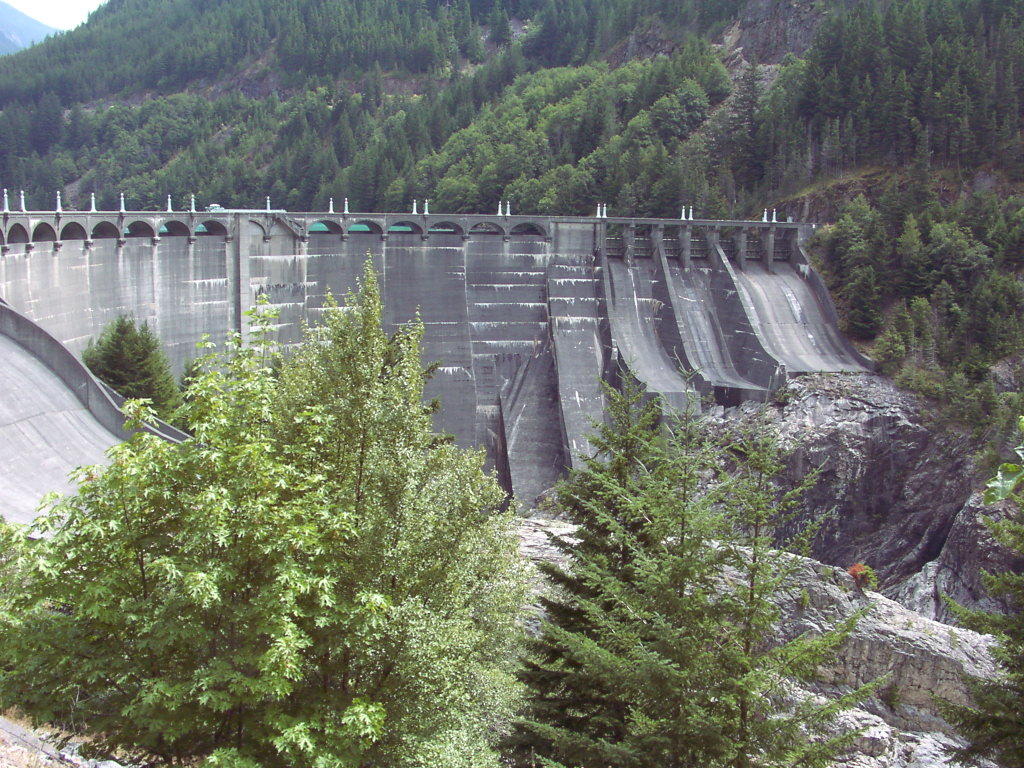
1930: Diablo Dam

- 1930: Im US-Bundesstaat Washington wird mit der Diablo-Talsperre die zu diesem Zeitpunkt weltweit höchste Staumauer eingeweiht.

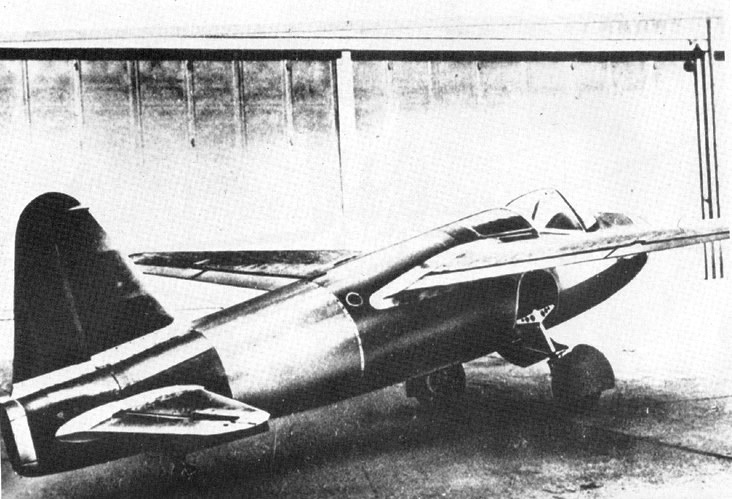
1939: Heinkel He 178

- 1939: Der Testflug des weltersten Strahlturbinenflugzeugs Heinkel He 178, gesteuert vom Piloten Erich Warsitz, markiert den Beginn des Jet-Zeitalters.
- 1962: Die Raumsonde Mariner 2 startet zur Venus. Auf dem Weg dorthin entdeckt sie den Sonnenwind.
- 1966: Francis Chichester startet in Plymouth zu einer Einhand-Weltumseglung.
- 2001: Zu Demonstrationszwecken wird an der University of California, Berkeley das bis dato größte Sensornetzwerk, ein Rechnernetz bestehend aus Kleinst-Computern, in Betrieb genommen.
- 2005: In Kasan, der Hauptstadt der zur Russischen Föderation gehörenden Republik Tatarstan, wird im Zuge der Tausendjahrfeiern die Metro Kasan eröffnet.
- 2005: Im schwedischen Malmö wird der Wolkenkratzer Turning Torso, damals Europas höchstes Wohngebäude, eingeweiht.

### Kultur
- 1748: Die Uraufführung der Oper Pigmalion von Jean-Philippe Rameau findet an der Grand Opéra Paris statt.
- 1900: Die Oper Prometheus von Gabriel Urbain Fauré wird in Béziers uraufgeführt.
- 1912: Die erste Erzählung mit der von Edgar Rice Burroughs erdachten Figur Tarzan erscheint.
- 1933: Das Moorsoldatenlied wird von Häftlingen des im Emsland gelegenen Konzentrationslagers Börgermoor erstmals aufgeführt, aber bereits zwei Tage später von der Lagerleitung verboten.
- 1950: Der Film Der Reigen von Max Ophüls nach dem Theaterstück von Arthur Schnitzler hat bei der Biennale in Venedig seine internationale Uraufführung.
- 1955: Die gebundene Erstauflage des Buches The Guinness Book of Records liegt vor.

### Gesellschaft

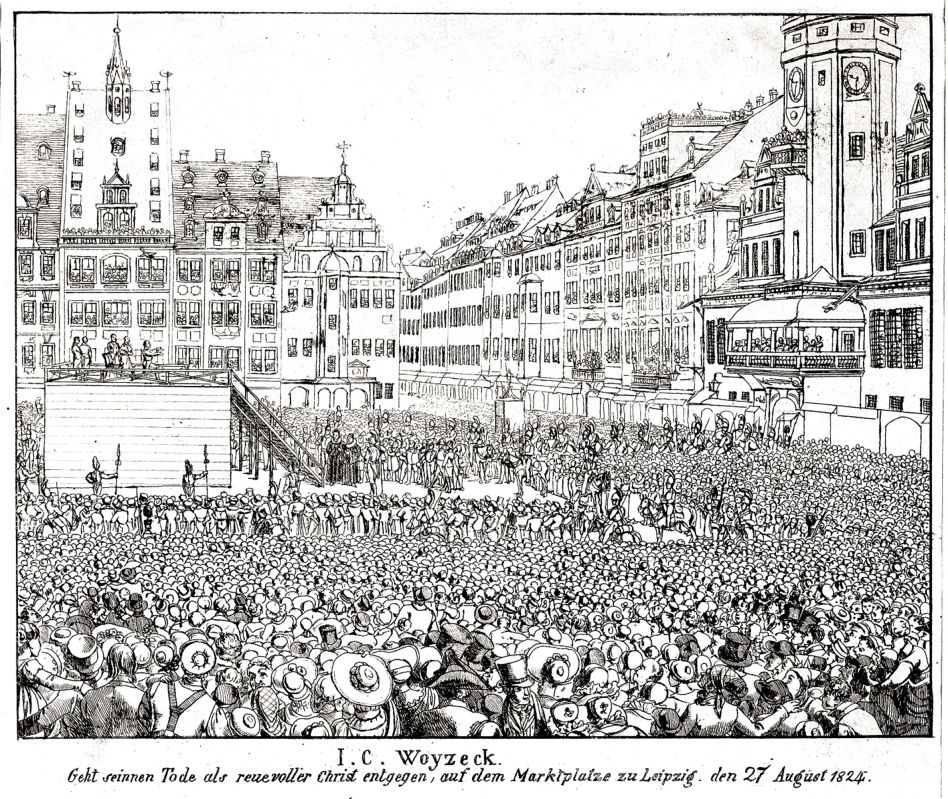
1824: Woyzecks Hinrichtung

- 1824: In Leipzig wird Johann Christian Woyzeck, das historische Vorbild für Georg Büchners Drama Woyzeck, wegen des Mordes an Johanna Woost hingerichtet. Es handelt sich um die letzte öffentliche Hinrichtung innerhalb der Stadt Leipzig.

### Katastrophen
- 1883: Der Vulkan Krakatau in Indonesien stößt die gewaltigste von mehreren Eruptionen seit dem Vortag aus. Durch den Ausbruch, Flutwellen (Tsunamis) und pyroklastische Ströme sterben mindestens 36.000 Menschen.
- 1955: Ganz Mitteleuropa wird von schweren Unwettern heimgesucht. In Deutschland kommen bei sehr blitzintensiven Gewittern mindestens 12 Menschen ums Leben. In Norddeutschland werden 40 Bauernhöfe durch Blitzschlag zerstört, viele weitere Gebäude schwer beschädigt. Allein in Schleswig-Holstein werden über 100 Stück Vieh auf den Weiden von Blitzen erschlagen. Die Brandschäden in Norddeutschland liegen bei über fünf Mio. DM.
- 1993: Beim Bruch des Gouhou-Dammes im Kreis Gonghe der chinesischen Provinz Qinghai reißt die Flutwelle mindestens 240 Menschen in den Tod und macht etwa 3.000 Chinesen obdachlos.
- 2005: Aufgrund des herannahenden Hurricanes Katrina wird in den US-Bundesstaaten Alabama, Louisiana und Mississippi der Notstand ausgerufen.

Kleinere Unglücksfälle sind in den Unterartikeln von Katastrophe und in der Liste von Katastrophen aufgeführt.

### Sport

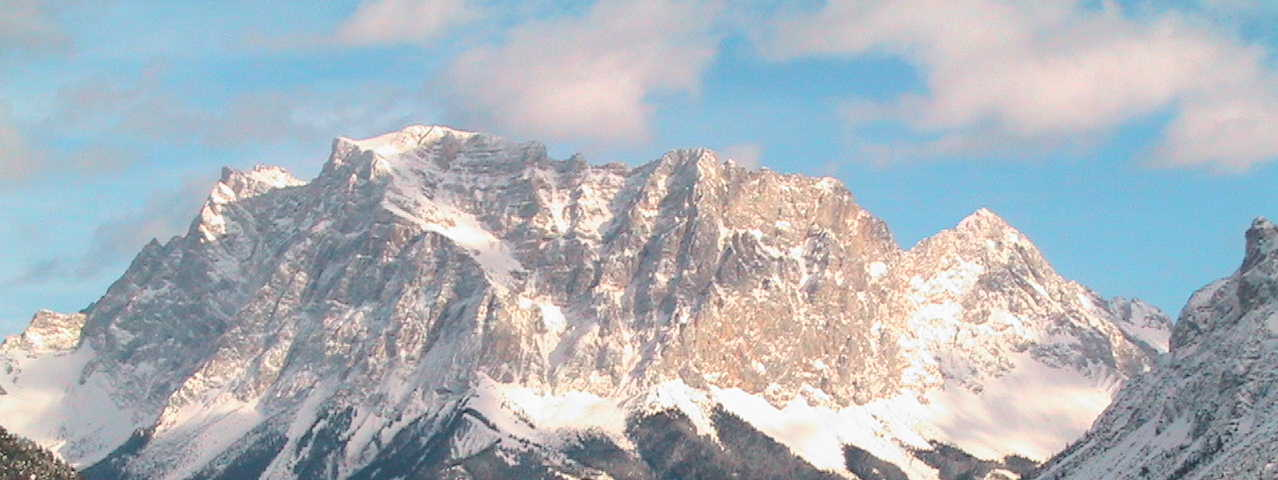
1820: Die Zugspitze

- 1820: Josef Naus und seine zwei Begleiter sind die ersten Menschen auf der Zugspitze. Sie führen auf dem Berg Vermessungsaufgaben durch.
- 1998: Der 1. FFC Frankfurt wird gegründet.
- 2006: In der Kölnarena wird die Fußball-WM der Menschen mit Behinderung feierlich eröffnet.

Einträge von Leichtathletik-Weltrekorden befinden sich unter der jeweiligen Disziplin unter Leichtathletik.

## Geboren

### Vor dem 18. Jahrhundert
- 1407: Ashikaga Yoshikazu, japanischer Shogun

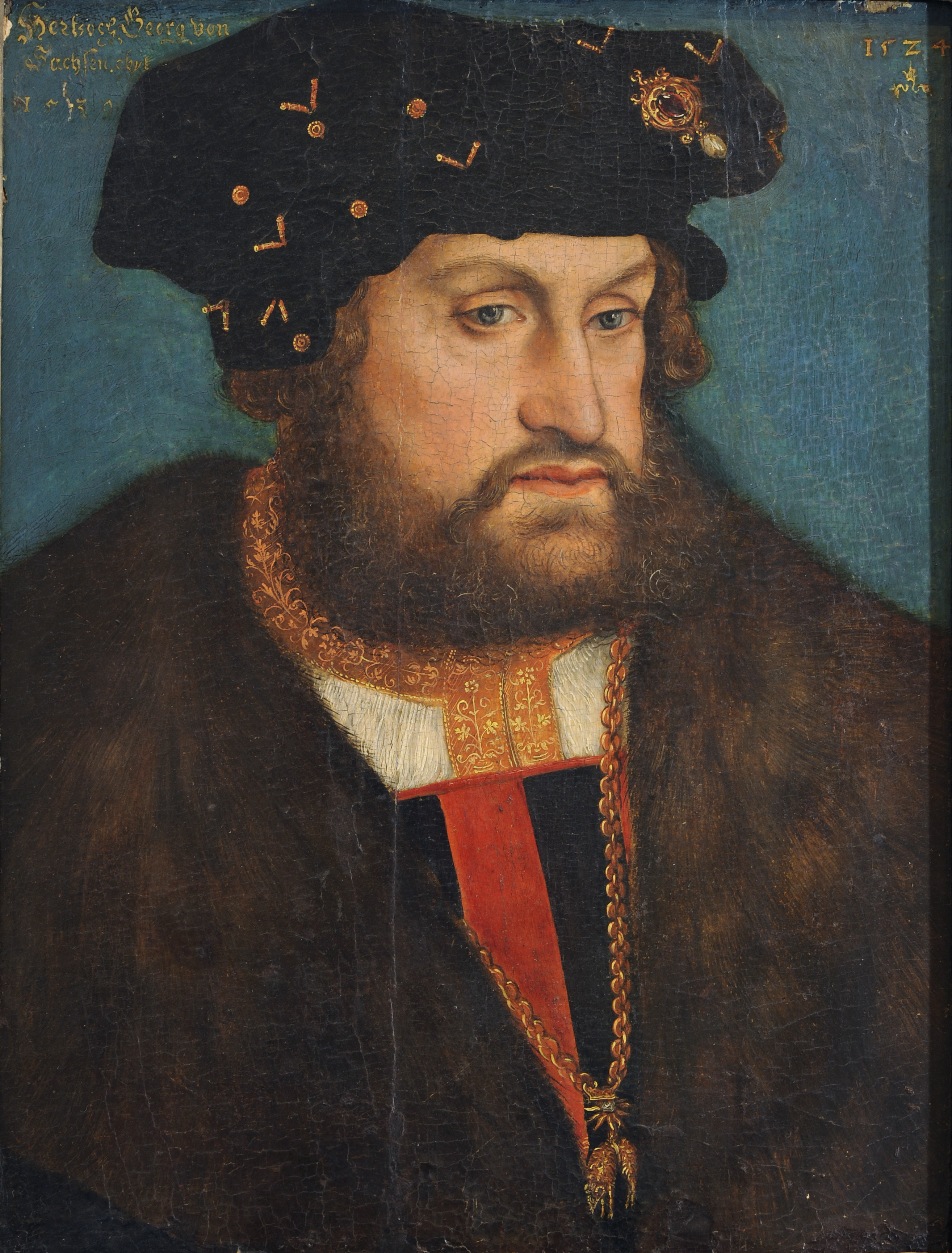
Georg der Bärtige (* 1471)

- 1471: Georg der Bärtige, Herzog von Sachsen
- 1487: Anna von Brandenburg, Herzogin von Schleswig-Holstein-Gottorf
- 1512: Friedrich Staphylus, deutscher Theologe
- 1542: Johann Friedrich, Herzog von Pommern
- 1545: Alessandro Farnese, Herzog von Parma
- 1548: Bernardino Poccetti, italienischer Maler
- 1568: Hercule de Rohan, Herzog von Montbazon, Pair von Frankreich
- 1590: Johann Heinrich Meibom, deutscher Arzt und Professor der Medizin
- 1599: Francisco López de Zúñiga y Meneses, spanischer Offizier und Gouverneur von Chile
- 1612: Joachim Kunkler, Bürgermeister von St. Gallen
- 1619: Anne Geneviève de Bourbon-Condé, Herzogin von Longueville, Fürstin von Neufchatel
- 1622: Jakob Thomasius, sächsischer Lehrer, Philosoph und Humanist
- 1629: Adam z Wągrowca, polnischer Organist, Komponist und Zisterziensermönch

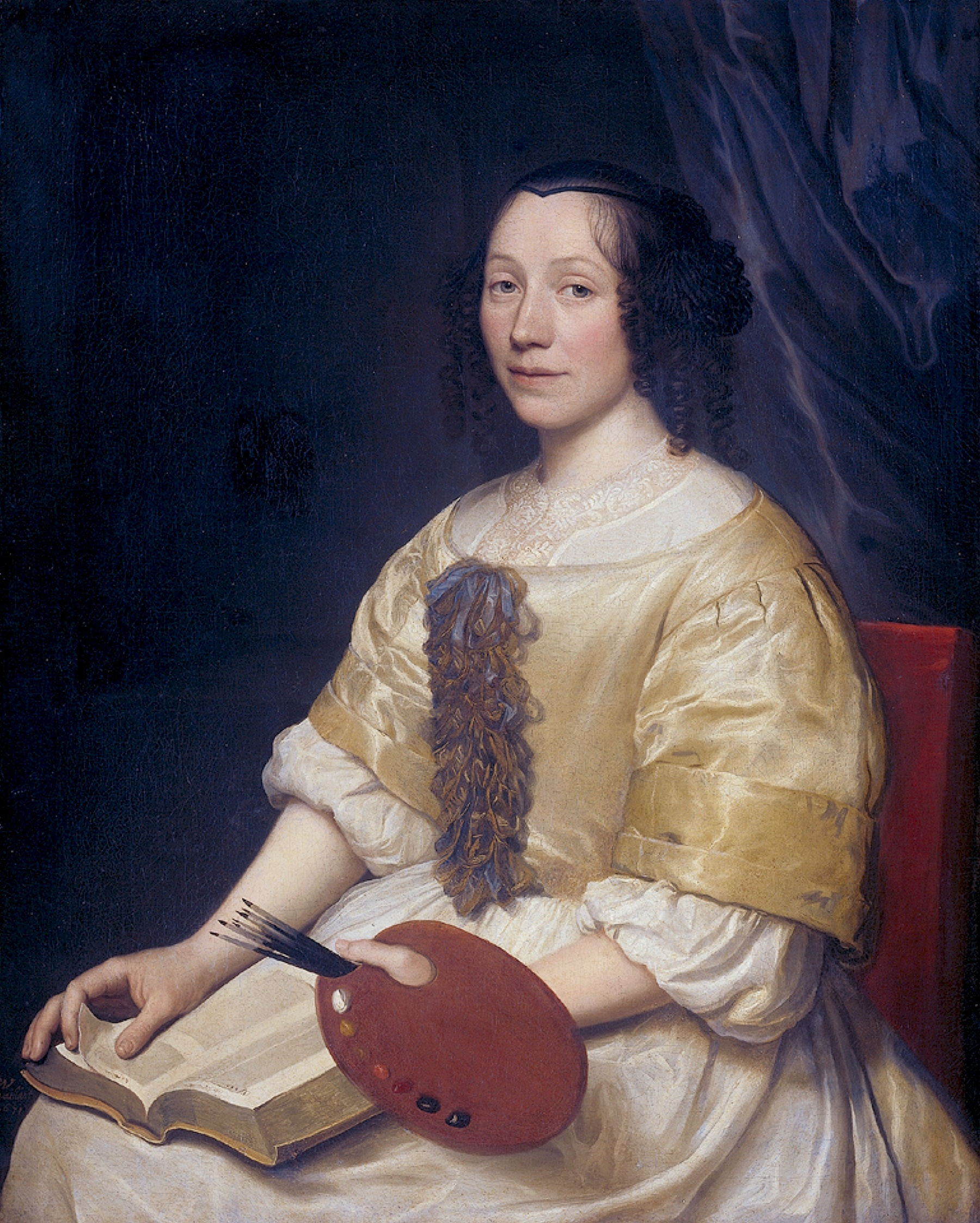
Maria van Oosterwijk (* 1630)

- 1630: Maria van Oosterwijk, niederländische Barockmalerin
- 1635: Michael Strauch deutscher Mathematiker
- 1637: Charles Calvert, 3. Baron Baltimore, Lord Proprietor der englischen Kolonie Maryland
- 1650: Johann Samuel Welter, deutscher Komponist
- 1650: Philipp Karl von Wylich und Lottum, preußischer Generalfeldmarschall
- 1665: Joachim Friedrich von Flemming, kursächsischer General und Gouverneur von Leipzig
- 1667: Otto Ferdinand Graf von Abensperg und Traun, österreichischer Feldmarschall
- 1669: Anne Marie d’Orléans, Königin von Sizilien und Sardinien
- 1681: Heinrich XXV., Graf Reuß zu Gera
- 1687: Giuseppe Simone Assemani, arabischer Orientalist
- 1700: Joaquín de Montserrat, spanischer Offizier, Kolonialverwalter und Vizekönig von Neuspanien

### 18. Jahrhundert
- 1702: Johann August von Berger, deutscher Jurist
- 1703: August von Hallerstein, deutsch-österreichischer Jesuit und China-Missionar
- 1708: Giovanna Maria Farussi, italienische Schauspielerin und Mutter von Giacomo Casanova
- 1710: Giuseppe Vasi, italienischer Grafiker und Vedutenstecher
- 1721: Johann Adam von Auersperg, Fürst, Oberstkämmerer und Erblandmarschall von Tirol
- 1724: John Joachim Zubly, schweizerisch-US-amerikanischer Politiker
- 1727: Gian Battista Frizzoni, Schweizer Pfarrer und Kirchenlieddichter

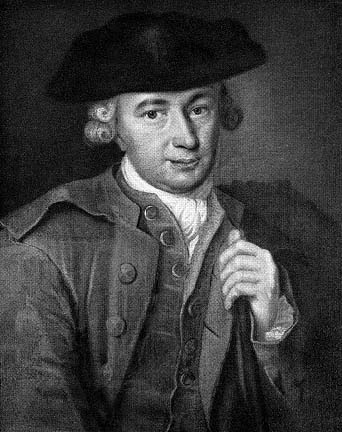
Johann Georg Hamann (* 1730)

- 1730: Johann Georg Hamann, deutscher Philosoph und Schriftsteller
- 1731: Hans Arentz, norwegischer Richter und politischer und topografischer Verfasser
- 1748: Johann Gottfried Kletschke, deutscher evangelischer Geistlicher
- 1752: Georg Friedrich von Zentner, bayerischer Staatsminister
- 1765: Georg Wilhelm Bartholdy, deutscher Pädagoge, Zeitschriftenherausgeber und Schriftsteller
- 1768: Joseph Vitus Burg, Bischof von Mainz
- 1769: Adam von Aretin, bayrischer Politiker
- 1770: Georg Wilhelm Friedrich Hegel, deutscher Philosoph, wichtigster Vertreter des Deutschen Idealismus
- 1776: Barthold Georg Niebuhr, deutscher Althistoriker
- 1776: Georg Andreas Reimer, deutscher Verleger
- 1785: Agustín Gamarra, Staatspräsident von Peru
- 1786: Johannes Voigt, deutscher Historiker, Vater des Humanismusforschers Georg Voigt
- 1789: Joseph, Herzog von Sachsen-Altenburg
- 1797: Edwin James, US-amerikanischer Botaniker, Geologe, Militärarzt, Sachbuchautor und Bibelübersetzer

### 19. Jahrhundert

#### 1801–1850
- 1801: Anna Kraus-Wranitzky, österreichische Opernsängerin (Sopran)
- 1807: Karl Franzewitsch Albrecht, russischer Komponist
- 1809: Carl Johann Ludwig Dham, deutscher Jurist und Politiker, Mitglied der Frankfurter Nationalversammlung

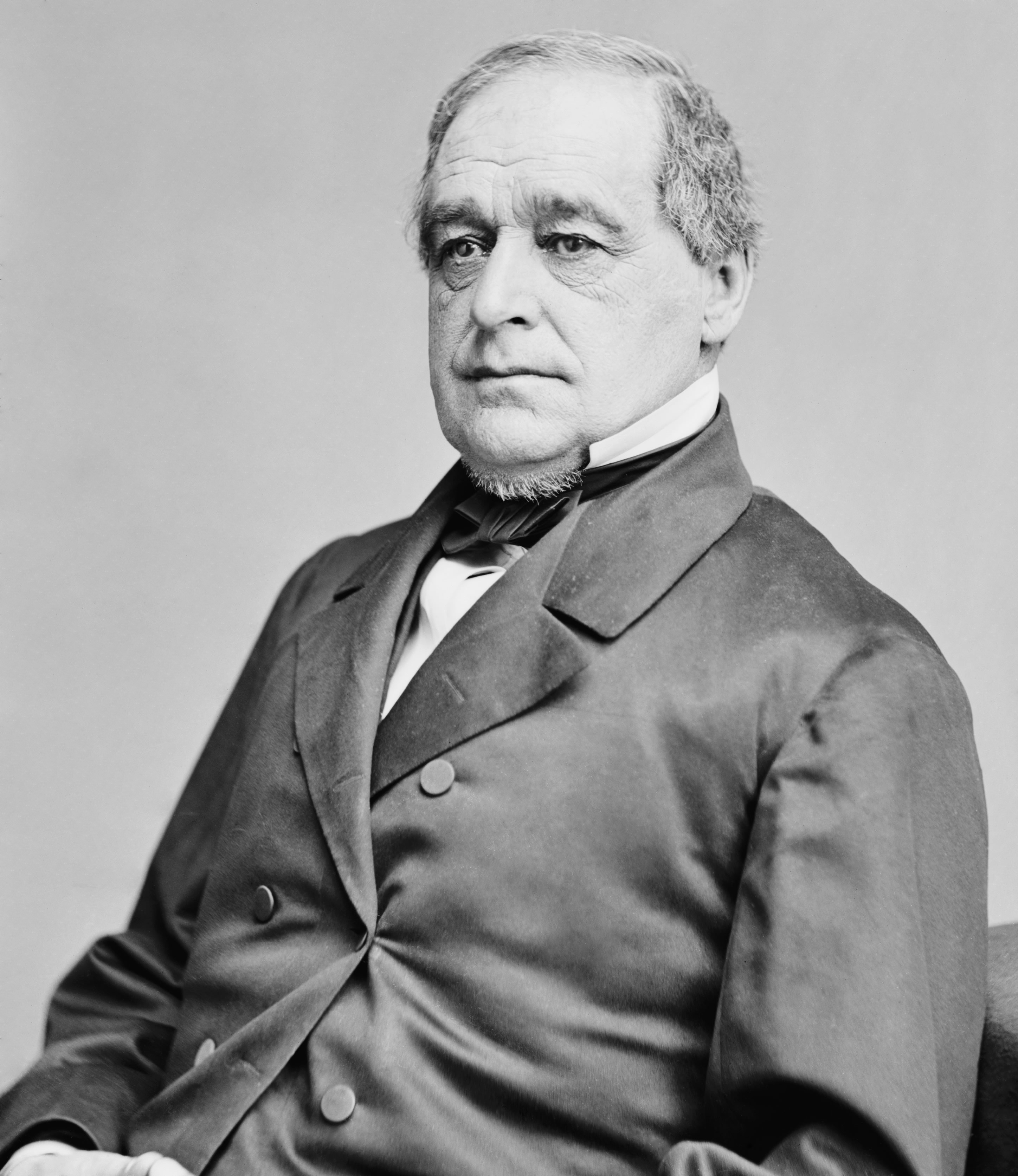
Hannibal Hamlin (* 1809)

- 1809: Hannibal Hamlin, US-amerikanischer Politiker, Gouverneur von Maine, Mitglied des Repräsentantenhauses, Senator, Vizepräsident
- 1816: Anton Iwanowitsch Stuckenberg, russischer Verkehrsingenieur und Schriftsteller
- 1816ː Alexander Zederbaum, hebräischer und jiddischer Schriftsteller
- 1821: Alwin Wieck, deutscher Geiger und Klavierlehrer
- 1822: Eduard Bruna, tschechischer Philosoph und Professor
- 1824: Louis Katzenstein, deutscher Maler
- 1827: August Tonnar, deutscher Bierbrauer sowie Dialektforscher und Heimatdichter
- 1828: Auguste Bazille, französischer Organist und Komponist
- 1829: Ludwig Thudichum, deutscher Arzt, Begründer der Gehirnchemie
- 1830: Maximilian Steiner, österreichischer Schauspieler und Theaterdirektor
- 1831: Heinrich Hermann Fitting, deutscher Jurist

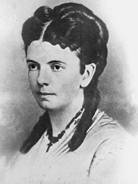
Margarethe Meyer-Schurz (* 1833)

- 1833: Margarethe Meyer-Schurz, Gründerin des ersten Kindergartens in den USA
- 1834: Roden Noel, britischer Dichter und Essayist
- 1835: Reinhold Persius, deutscher Architekt und preußischer Baubeamter
- 1836: Albrecht Roscher, deutscher Geograf und Afrikaforscher
- 1837: Heinrich Urban, deutscher Komponist, Geiger und Musikpädagoge
- 1840: Conrad Ruf, deutscher Fotograf
- 1842: Eugen Jäger, deutscher Verleger und Publizist
- 1843: Wilhelm Wisser, deutscher Gymnasialprofessor und Mundartforscher
- 1845: Ödön Lechner, ungarischer Architekt des Jugendstils
- 1845: Friedrich Fromhold Martens, russischer Diplomat und Jurist, Experte im Völkerrecht
- 1846: Bruno Adam, deutscher Architekt und Baumeister
- 1847: Caspar Augustin Geiger, deutscher Genre-, Historien- und Stilllebenmaler
- 1850: Augusto Righi, italienischer Physiker

#### 1851–1900

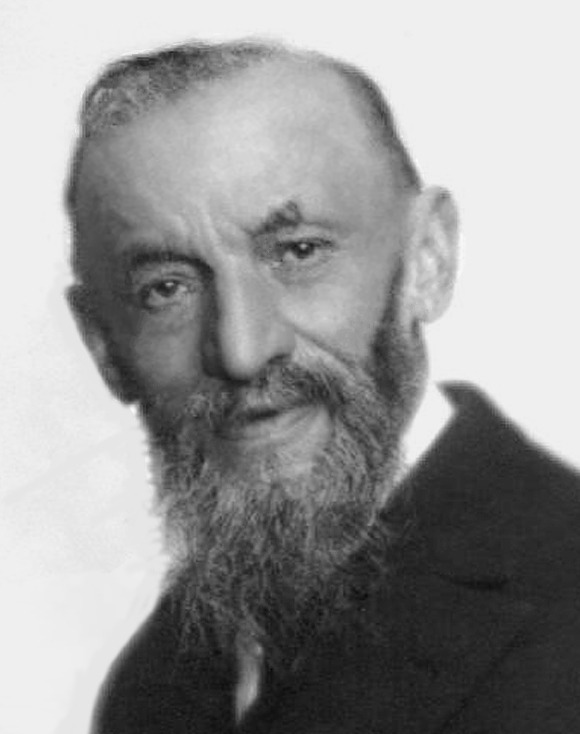
Giuseppe Peano (* 1858)

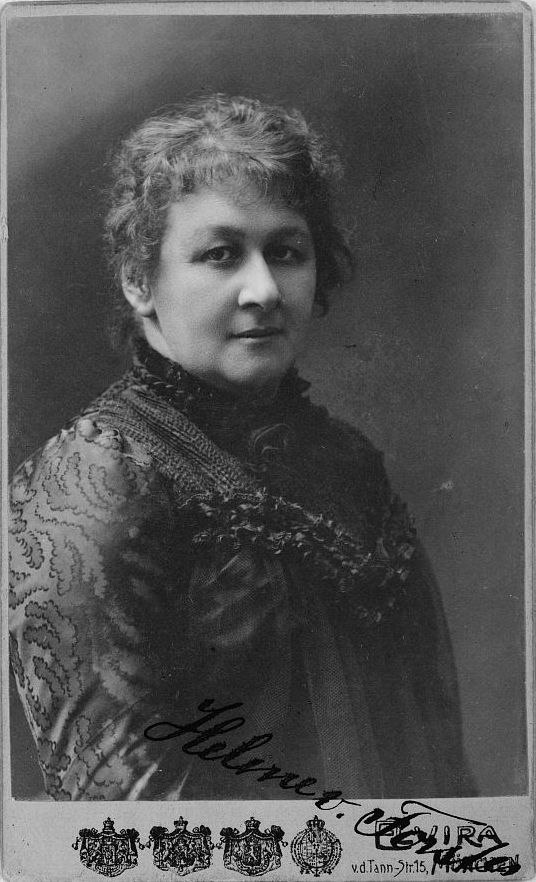
Helene von Forster (* 1859)

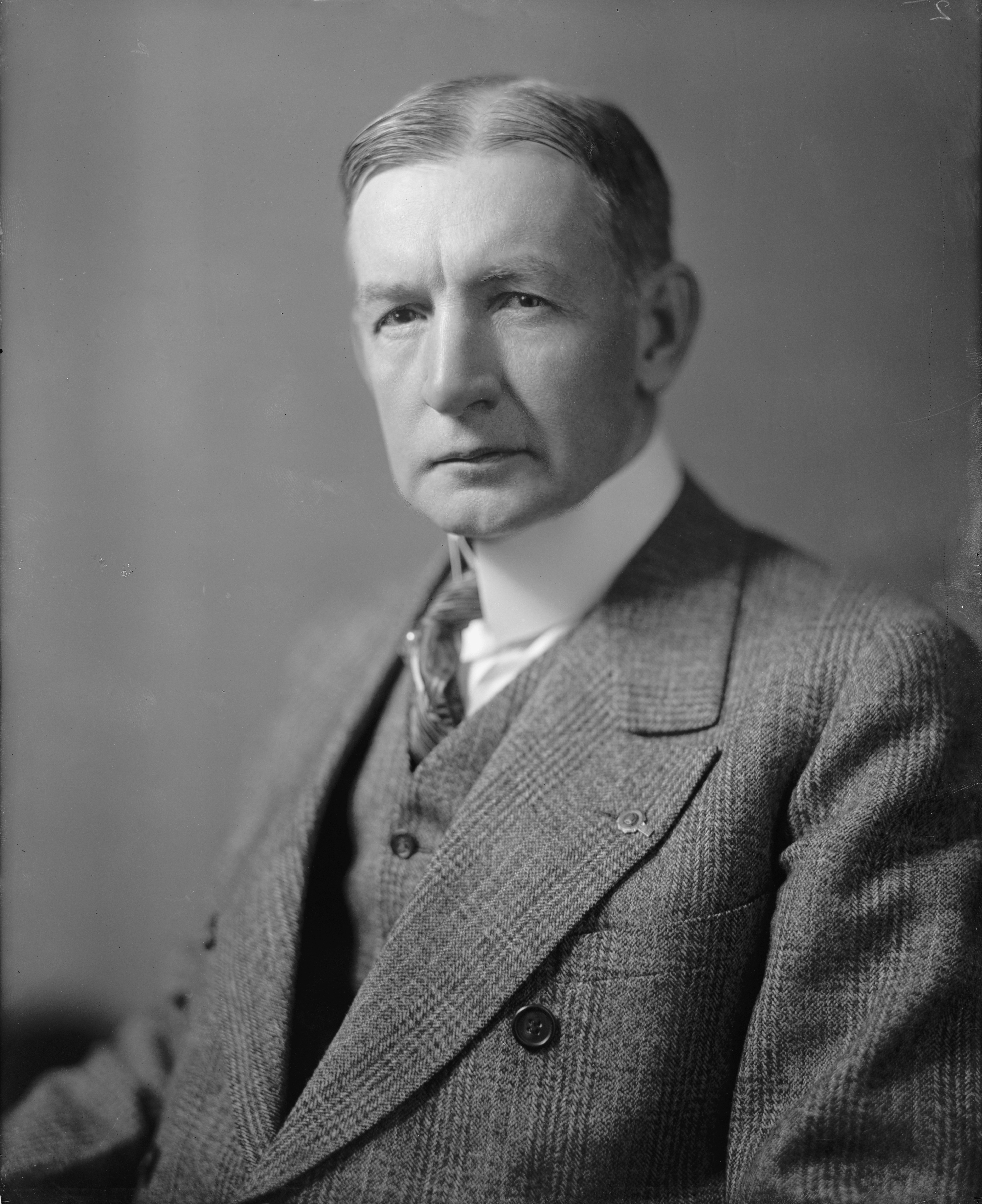
Charles G. Dawes (* 1865)

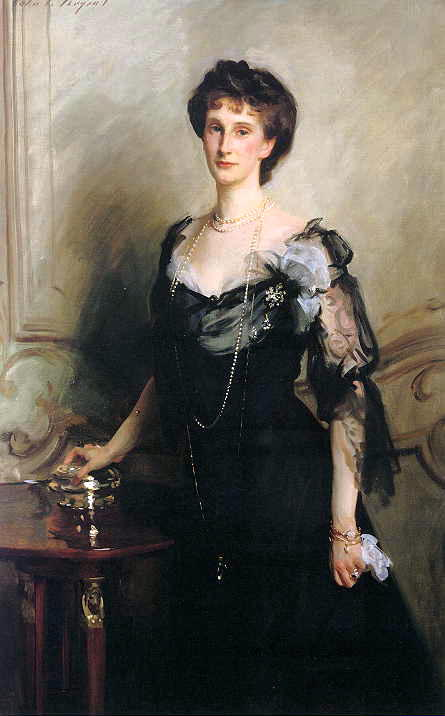
Evelyn Cavendish (* 1870)

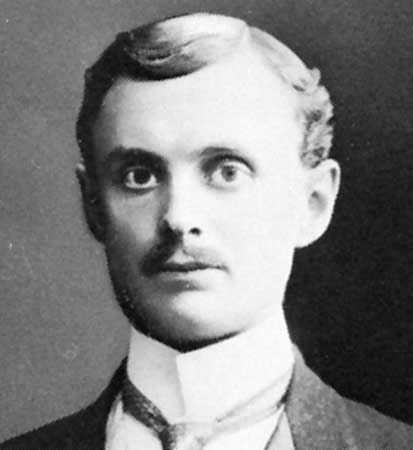
Charles Rolls (* 1877)

- 1851: Rudolf von Arx, Schweizer Lehrer, Jurist und Politiker
- 1851: Emil Pott, deutscher Tierzuchtwissenschaftler
- 1855: Hugo von Kathen, deutscher General
- 1856: Iwan Franko, ukrainischer Dichter und Schriftsteller
- 1858: Giuseppe Peano, italienischer Mathematiker und Linguist
- 1858: Per Winge, norwegischer Komponist, Dirigent, Pianist und Organist
- 1859: Helene von Forster, deutsche Frauenrechtlerin und Schriftstellerin
- 1859: Ferdinand Schirnböck, akademischer Maler und Kupferstecher
- 1861: Reginald Brooks-King, britischer Bogenschütze
- 1862: Abram Jefimowitsch Archipow, russischer Landschaftsmaler
- 1862: Constantin Brunner, deutsch-jüdischer Philosoph, Schriftsteller, Literaturkritiker und -agent
- 1863: Lucien Rérolle, französischer Karambolagespieler, Rechtsanwalt und Autor
- 1864: Helena Patursson, färöische Schriftstellerin und Frauenrechtlerin
- 1864: Hermann Weingärtner, deutscher Turner, Olympiasieger
- 1865: James H. Breasted, US-amerikanischer Ägyptologe und Historiker

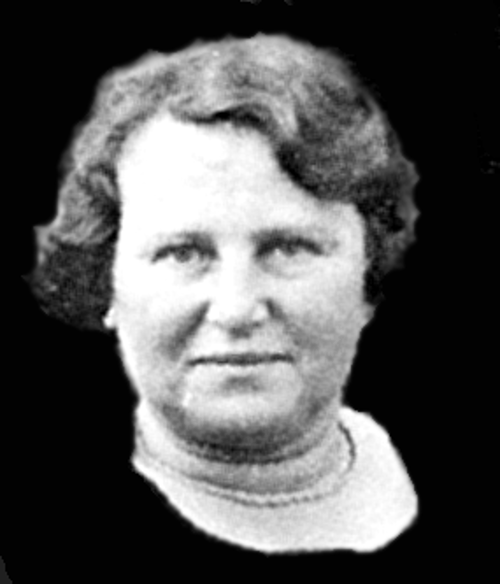
Margarethe Kahn (* 1880)

- 1865: Charles G. Dawes, US-amerikanischer Bankier und Politiker, Vizepräsident, Friedensnobelpreisträger
- 1869: Karl Haushofer, deutscher Geograf und Geopolitiker
- 1870: Evelyn Cavendish, Duchess of Devonshire, britische Adlige und Hofdame der Queen Mary
- 1870: Romolo Murri, italienischer Theologe
- 1871: Theodore Dreiser, US-amerikanischer Schriftsteller
- 1872: Giovanni Nasalli Rocca di Corneliano, italienischer Priester, Erzbischof von Bologna, Kardinal
- 1873: Maud Allan, kanadische Tänzerin
- 1874: Carl Bosch, deutscher Chemiker, Techniker, Industrieller, Wehrwirtschaftsführer, Nobelpreisträger
- 1875: Ferdinand Exl, österreichischer Theaterschauspieler
- 1876: Marius Sturza, Siebenbürger Mediziner und Balneologe
- 1877: Charles Rolls, britischer Unternehmer, Mitgründer von Rolls-Royce, Flugpionier
- 1877: Ernst Wetter, Schweizer Politiker, Bundesrat, Bundespräsident
- 1878: Pjotr Nikolajewitsch Wrangel, baltisch-russischer General der Weißen Armee im Russischen Bürgerkrieg
- 1879: Karl Schapper, deutscher Widerstandskämpfer gegen den Nationalsozialismus
- 1880: Édouard Flament, französischer Komponist
- 1880ː Margarethe Kahn, deutsche Mathematikerin und Holocaust-Opfer
- 1880: Otto Zehentbauer, deutscher Bildhauer
- 1881: Josef Beyerle, deutscher Jurist und Politiker, MdL, Landesminister
- 1882: Jaroslav Křička, tschechischer Komponist
- 1882: Hubert Marischka, österreichischer Regisseur und Drehbuchautor
- 1882: Enrico Pasteur, italienischer Fußballspieler, -trainer und -schiedsrichter sowie Wasserballspieler und -schiedsrichter

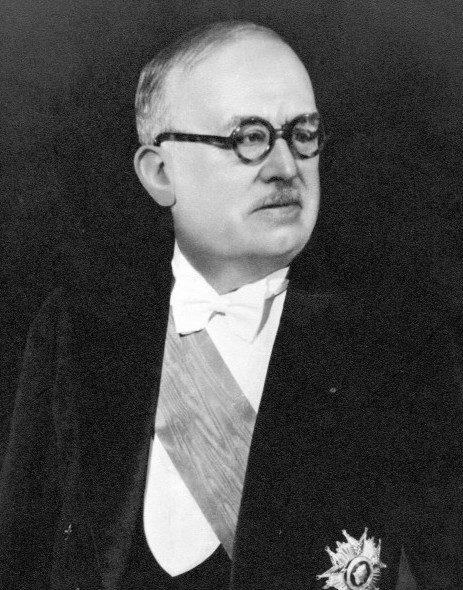
Vincent Auriol (* 1884)

- 1884: Vincent Auriol, französischer Rechtsanwalt und Staatsmann, Minister, Staatspräsident
- 1884: John Edward Brownlee, kanadischer Politiker
- 1885: Ellen Lax, deutsche Industriephysikerin
- 1885: Georg Wilhelm Pabst, österreichischer Filmregisseur
- 1885: Arnold Pressburger, österreichisch-deutscher Filmproduzent
- 1886: Rebecca Clarke, britische Komponistin und Violaspielerin

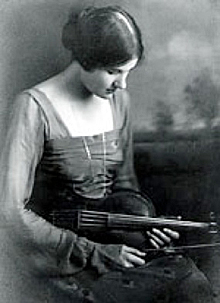
Rebecca Clarke (* 1886)

- 1886: Otto Eggerstedt, deutscher Politiker
- 1886: Gladys Moore Vanderbilt, US-amerikanisches Mitglied der Vanderbilt-Familie
- 1887: James Finlayson, britischer Filmschauspieler und Komödiant
- 1890: Man Ray, US-amerikanischer Fotograf, Filmregisseur, Maler und Objektkünstler des Dadaismus, Surrealismus und der Moderne
- 1891: Hedwig Wachenheim, deutsche Sozialpolitikerin und Historikerin, MdL
- 1892: Alexander Chuhaldin, kanadischer Geiger, Dirigent, Komponist und Musikpädagoge
- 1892: Gusti Jirku, österreichisch-sowjetische Schriftstellerin und Spionin
- 1893: Herbert Jilski, deutscher Polizeigeneral
- 1893: Natalija Iljinitschna Saz, russische Kinder- und Musiktheater-Regisseurin
- 1894: Kurt Bürger, deutscher Politiker, Ministerpräsident von Mecklenburg
- 1894: Kazimierz Wierzyński, polnischer Schriftsteller
- 1895: Andreas Alföldi, ungarischer Althistoriker, Epigraphiker, Numismatiker und Archäologe
- 1895: Heinrich Will, deutscher Kunstmaler
- 1896: Miyazawa Kenji, japanischer Dichter
- 1896: Leon Theremin, russischer Physiker, Erfinder und Musiker, Wegbereiter der elektronischen Musik
- 1898: James A. Long, US-amerikanischer Theosoph
- 1899: Cecil Scott Forester, britischer Schriftsteller und Journalist
- 1899: Byron Foulger, US-amerikanischer Schauspieler
- 1899: Eduardo Torroja Miret, spanischer Bauingenieur und Architekt
- 1899: Hans Wilhelmi, deutscher Jurist und Politiker, MdB, Bundesminister
- 1900ː Donata Helmrich, deutsche Gerechte unter den Völkern
- 1900: Elisabeth Jaspersen, deutsche Porträt- und Landschaftsmalerin
- 1900: Hermann von Valta, deutscher Bobfahrer

### 20. Jahrhundert

#### 1901–1925

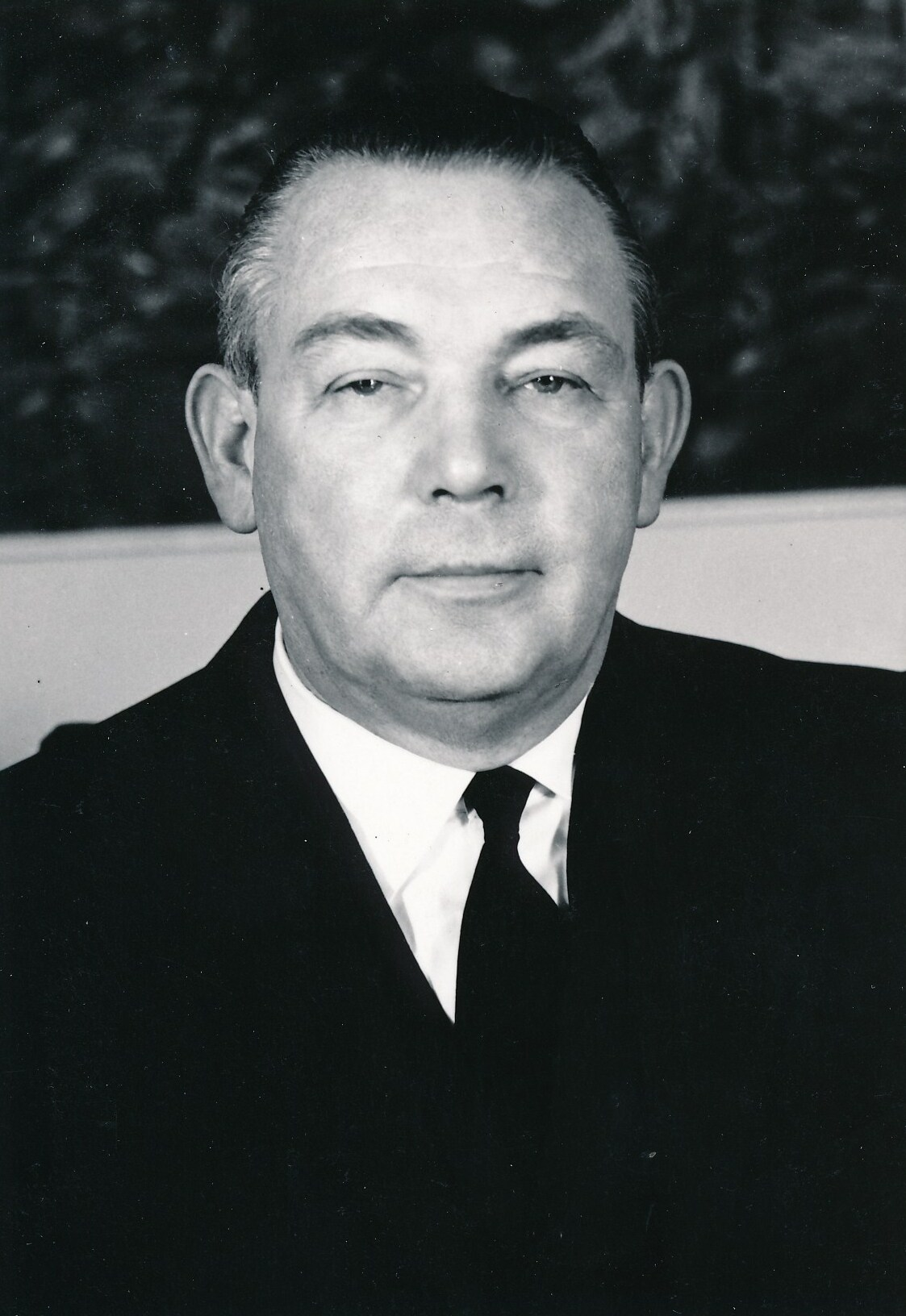
Fritz Berg (* 1901)

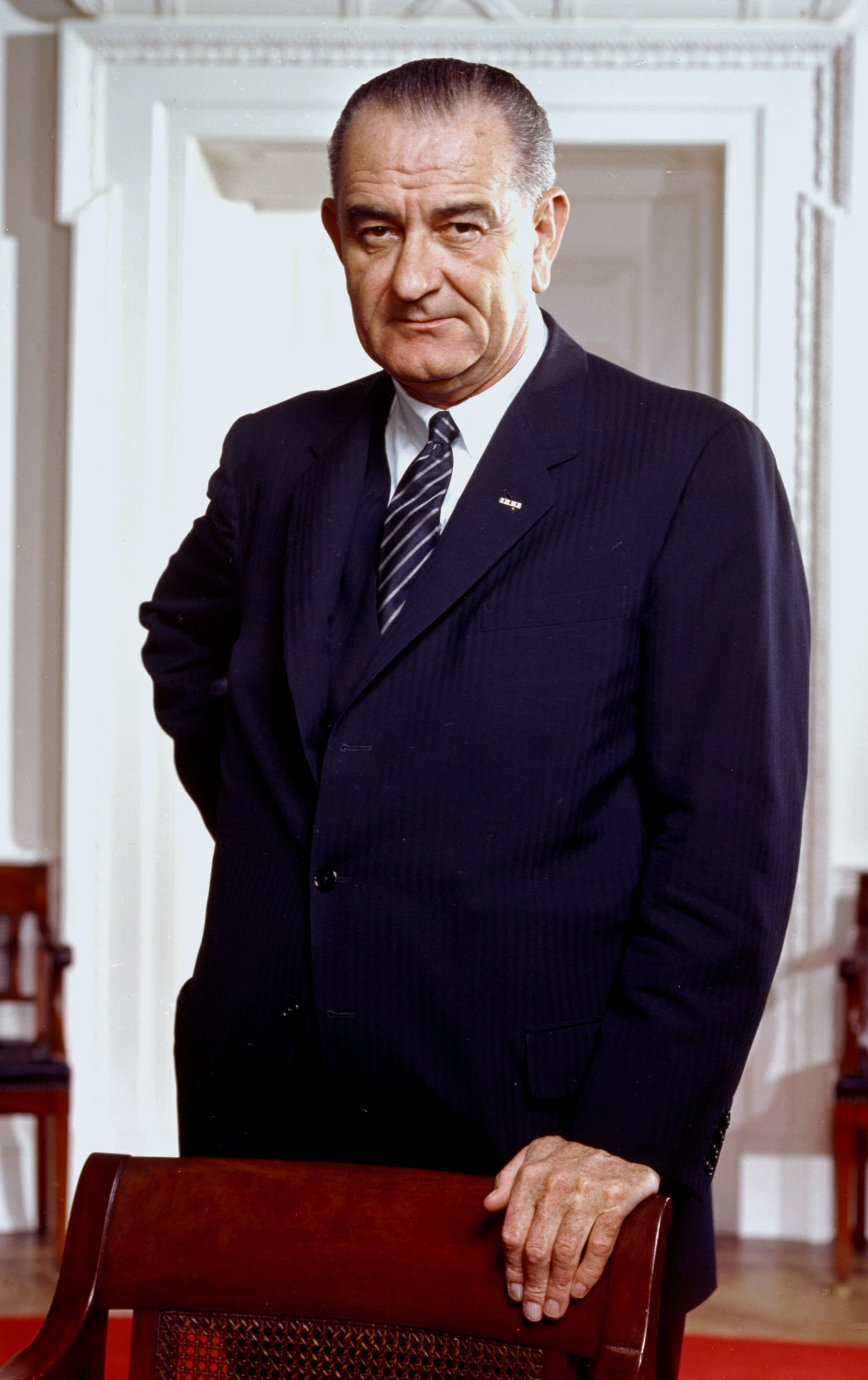
Lyndon B. Johnson (* 1908)

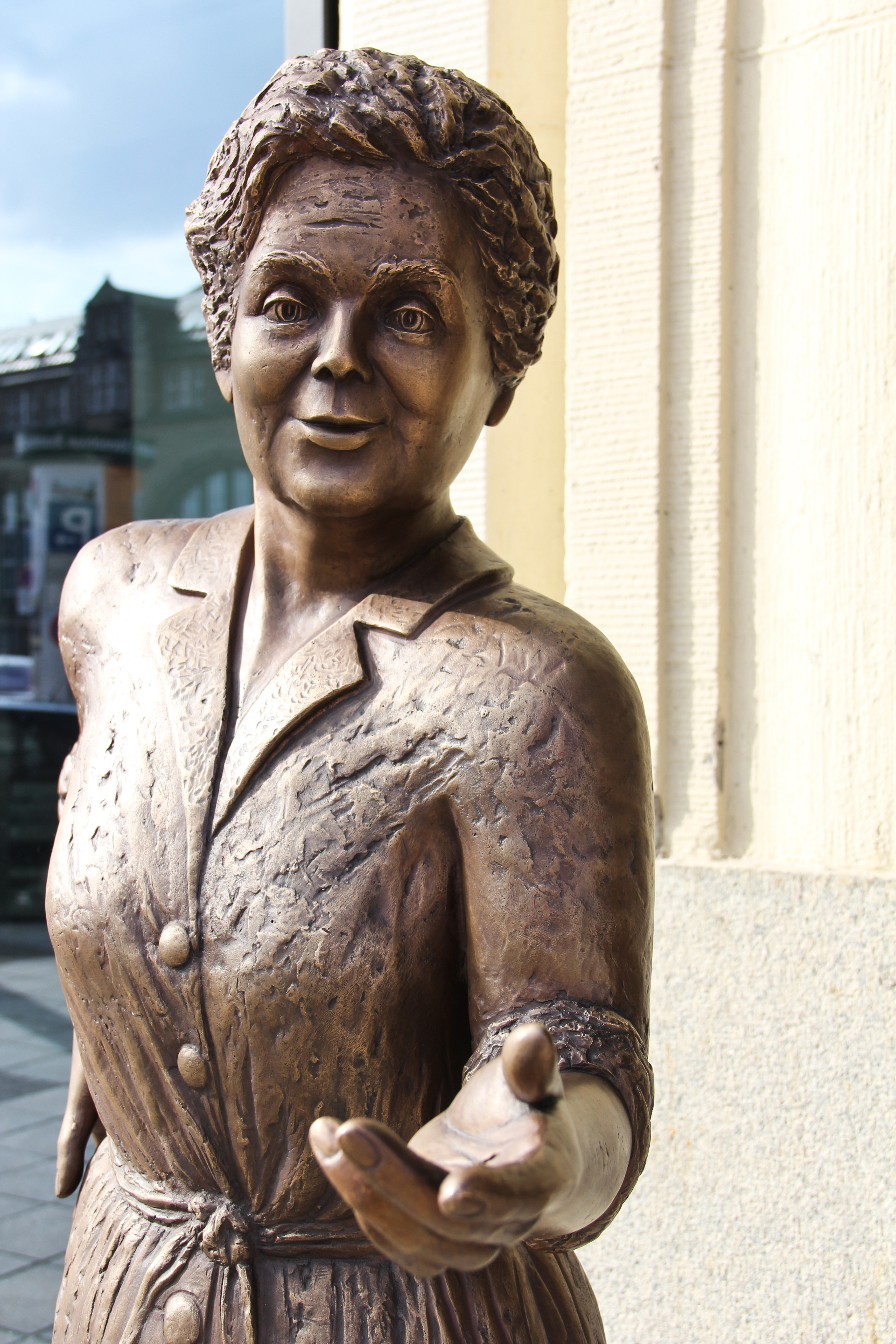
Heidi Kabel (* 1914)

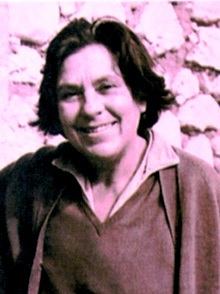
Halet Çambel (* 1916)

- 1901: Fritz Berg, deutscher Unternehmer, erster Präsident des Bundesverbandes der Deutschen Industrie (BDI)
- 1901: Heinrich Hauser, deutscher Schriftsteller, Seemann, Weltenbummler, Farmer und Fotograf
- 1901: Ernst Wilm, deutscher Pfarrer und Kirchenfunktionär
- 1902: Heinrich Altvater, deutscher Fußballspieler
- 1902: Walter Roemer, deutscher Jurist
- 1903: Leopold Achberger, evangelisch-lutherischer Superintendent der Steiermark
- 1903: Rudolf Kühnhold, deutscher Physiker
- 1904: Ernst Degn, österreichischer Maler
- 1905: Paul Gehlhaar, deutscher Fußballspieler
- 1905: Heinz Lammerding, deutscher Ingenieur, General der SS und Waffen-SS, Kriegsverbrecher
- 1905: Heinz Liepman, deutscher Schriftsteller und Journalist
- 1906: Lis Beyer-Volger, deutsche Textildesignerin, Weberin und Grafikerin
- 1906: Ed Gein, US-amerikanischer Serienmörder
- 1907: Marguerite Hedberg, US-amerikanische Mathematikerin
- 1908: Donald Bradman, australischer Cricketspieler
- 1908: Lyndon B. Johnson, US-amerikanischer Politiker, Vizepräsident, Präsident
- 1909: Walter Arnold, deutscher Bildhauer, Vorsitzender des Verbandes Bildender Künstler der DDR
- 1909: Lester Young, US-amerikanischer Tenorsaxophonist
- 1910: Max Weiler, österreichischer Maler
- 1911: Harald Bräuniger, deutscher Pharmazeut und Hochschullehrer
- 1911: Johnny Eck, US-amerikanischer Schauspieler und Künstler
- 1911: Susi Lanner, österreichisch-amerikanische Schauspielerin und Sängerin
- 1912: Ruth Cohn, deutsche Psychoanalytikerin, Begründerin der Themenzentrierten Interaktion
- 1913: Herbert Fechner, deutscher Politiker
- 1913: Nina Schenk Gräfin von Stauffenberg, Ehefrau von Claus Schenk Graf von Stauffenberg
- 1914: Heidi Kabel, deutsche Volksschauspielerin
- 1914: Heinz Schubert, deutscher SS-Offizier, Kriegsverbrecher
- 1914: Waldemar Verner, Offizier der Volksmarine der Nationalen Volksarmee der DDR
- 1915: Holger Hagen, deutscher Schauspieler
- 1915: Norman Ramsey, US-amerikanischer Physiker, Nobelpreisträger
- 1916: Halet Çambel, türkische Archäologin
- 1916: George Montgomery, US-amerikanischer Schauspieler
- 1916: Martha Raye, US-amerikanische Schauspielerin
- 1917ː Sonia Mossé, französische Künstlerin und Schauspielerin
- 1917: Orlandus Wilson, US-amerikanischer Gospelsänger und Arrangeur
- 1918: Maria Curcio, italienische Pianistin und Klavierpädagogin
- 1918: Hortense Raky, österreichische Schauspielerin
- 1918: Anneliese Uhlig, deutsch-amerikanische Schauspielerin und Journalistin
- 1918: Jelle Zijlstra, niederländischer Wirtschaftswissenschaftler und Politiker
- 1919: Josef Landlinger, österreichischer Politiker
- 1920: Lisa Jobst, deutsche Schriftstellerin
- 1920: Eugenio Santoro, Schweizer Bildhauer
- 1921: Leo Penn, US-amerikanischer Filmregisseur, Schauspieler, Drehbuchautor und Filmproduzent
- 1922: Robert Dauber, österreichischer Cellist und Komponist
- 1922: Frank Kelly Freas, US-amerikanischer Maler und Illustrator
- 1922: Fanny Rabel, polnisch-mexikanische Malerin
- 1922: Arnulf Schlüter, deutscher Astrophysiker
- 1923: Inge Egger, österreichische Filmschauspielerin
- 1923: Rolando Laserie, kubanischer Sänger
- 1924: Uwe Dallmeier, deutscher Schauspieler
- 1924: David Rowbotham, australischer Dichter
- 1925: Andrea Cordero Lanza di Montezemolo, Diplomat des Heiligen Stuhls, Kardinal
- 1925: Darry Cowl, französischer Musiker und Komiker
- 1925: Nat Lofthouse, englischer Fußballspieler und -trainer

#### 1926–1950

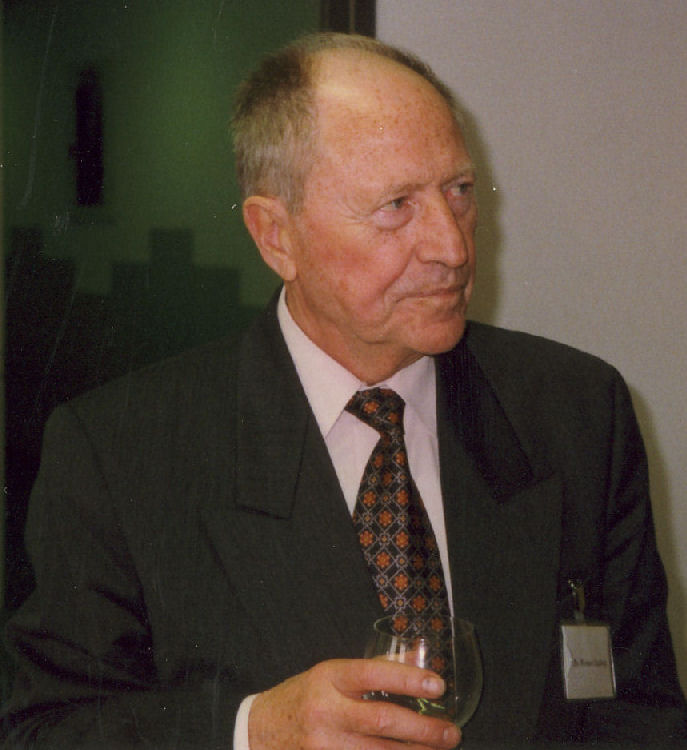
Werner Ludwig (* 1926)

- 1926: Karl-Heinz Heddergott, deutscher Fußballtrainer und Verfasser von Fachliteratur
- 1926: Werner Ludwig, deutscher Politiker, MdL, Oberbürgermeister von Ludwigshafen am Rhein
- 1926: Kristen Nygaard, norwegischer Mathematiker, Pionier von Programmiersprachen
- 1926: Gisela Rack, deutsche Acarologin und Parasitologin
- 1927: Morris Levy, US-amerikanischer Schallplattenempresario
- 1927: Rainer Wolffhardt, deutscher Fernsehregisseur und Drehbuchautor
- 1928: Mangosuthu Buthelezi, südafrikanischer Politiker, Minister
- 1928: Kurt Finker, deutscher Historiker
- 1928: Othmar Schneider, österreichischer Skirennläufer und Sportschütze, Olympiasieger, Weltmeister
- 1928: Osamu Shimomura, japanischer Biochemiker, Nobelpreisträger
- 1929: Ljubow Wladimirowna Kosyrewa, russische Skilangläuferin, Weltmeisterin, Olympiasiegerin
- 1929: Ira Levin, US-amerikanischer Schriftsteller
- 1930: Hannelore Mabry, deutsche, Autorin, Journalistin, Frauenrechtlerin und Soziologin
- 1930: Heinrich Reiter, deutscher Jurist, Präsident des Bundessozialgerichts
- 1930: Werner Seltmann, deutscher Fagottist
- 1930: Gholamreza Takhti, iranischer Ringer, Olympiasieger, Weltmeister
- 1931: Chinmoy, indischer spiritueller Lehrer, Schriftsteller, Dichter, Komponist, Musiker, Künstler und Sportler
- 1932: Antonia Fraser, britische Historikerin und Bestseller-Autorin
- 1932: Karekin Sarkissian, armenischer Geistlicher, Bischof von Teheran, Katholikos der Armenischen Apostolischen Kirche von Kilikien und der Armenischen Apostolischen Kirche
- 1932: Ebeneser Þórarinsson, isländischer Skilangläufer

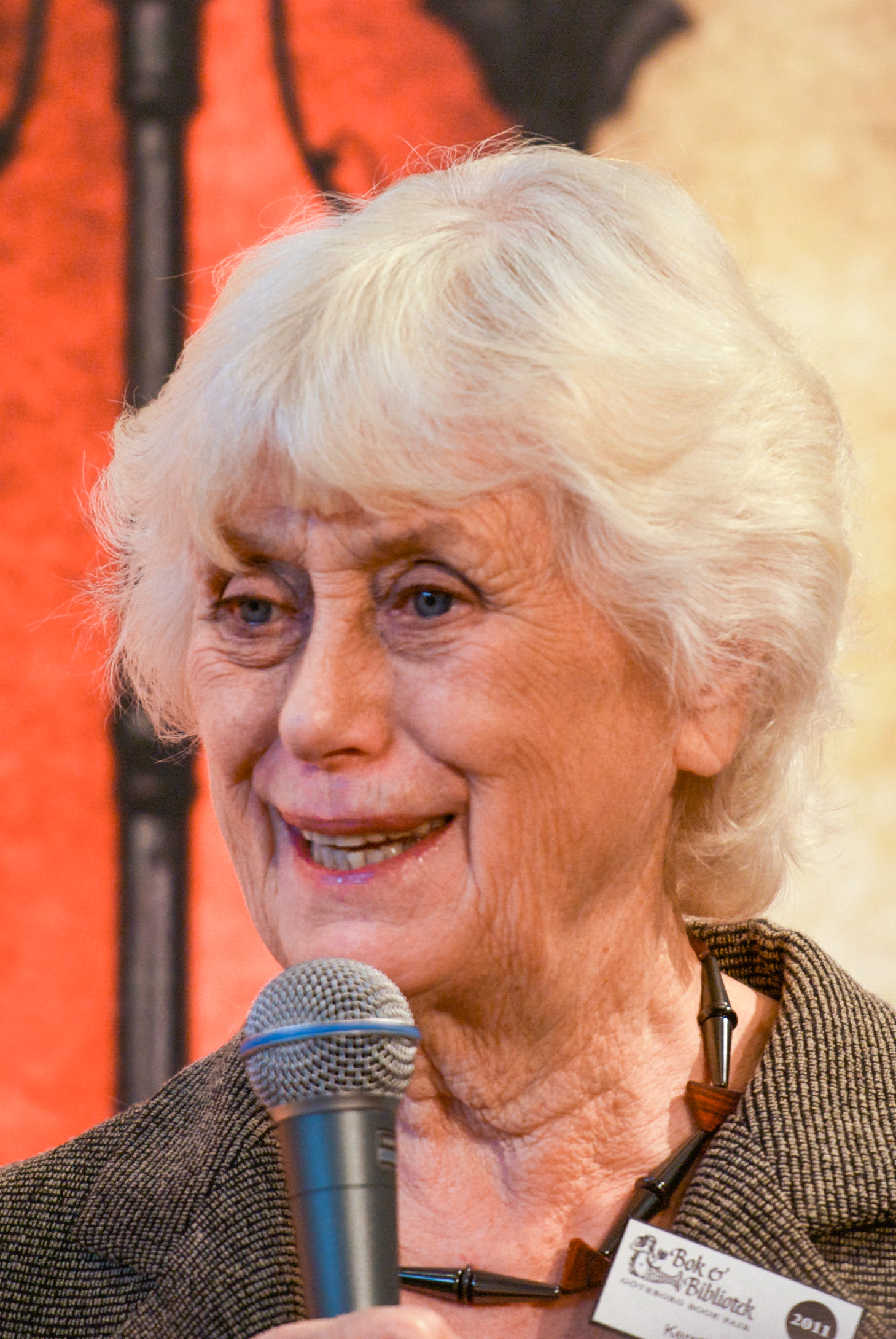
Kerstin Ekman (* 1933)

- 1933: Kerstin Ekman, schwedische Schriftstellerin
- 1933: Nancy Friday, US-amerikanische Autorin
- 1934: Silvia Grandjean, Schweizer Eiskunstläufer
- 1934: Sylvia Telles, brasilianische Sängerin der Bossa Nova
- 1936: Lien Chan, taiwanischer Politiker, Premierminister, Vizepräsident

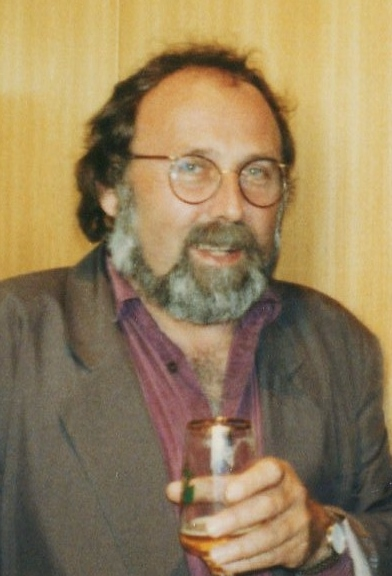
Hans Scheibner (* 1936)

- 1936: Hans Scheibner, deutscher Kabarettist
- 1937ː Anna Bruns, deutsche Politikerin, MdHB
- 1937: Alice Coltrane, US-amerikanische Jazzmusikerin
- 1937: Tommy Sands, US-amerikanischer Sänger und Schauspieler
- 1939: Helmut Knolle, deutscher Mathematiker, Biomathematiker und Sachbuchautor
- 1939: Nikola Pilić, kroatischer Tennisspieler und -trainer
- 1939: Heide Wunder, deutsche Historikerin
- 1940: Enrico Feroci, italienischer Geistlicher, Titularerzbischof von Cures Sabinorum, Kardinal
- 1940: Joachim Giesel, deutscher Fotograf
- 1940: Manfred Pohlschmidt, deutscher Fußballspieler
- 1940: Dieter Senghaas, deutscher Politologe und Friedensforscher

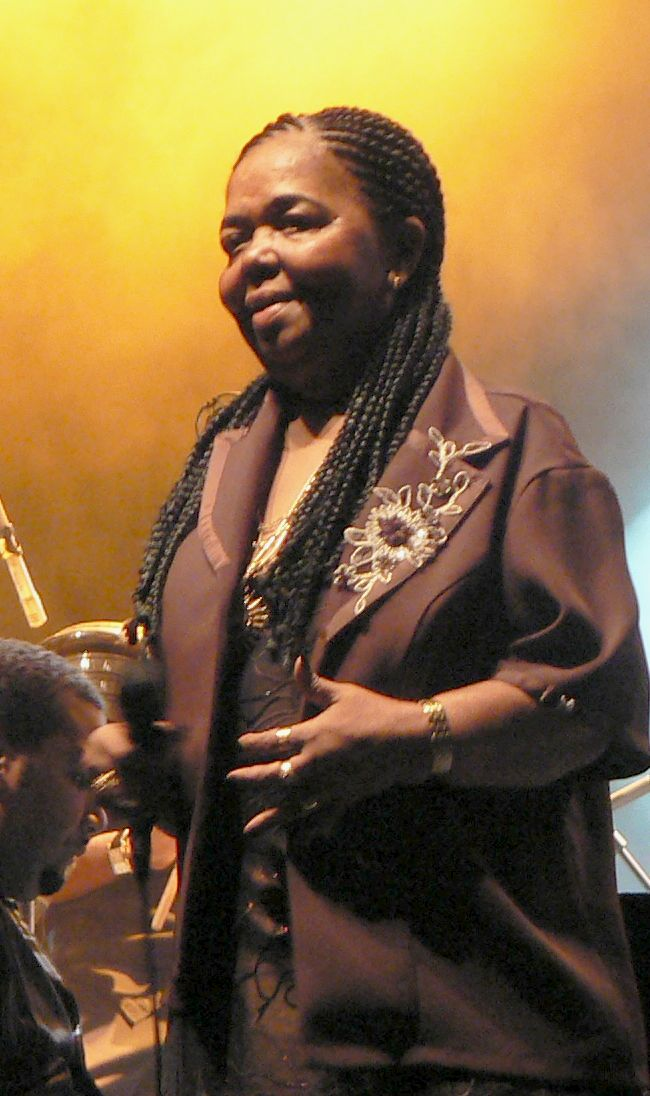
Cesária Évora (* 1941)

- 1941: Cesária Évora, kapverdische Sängerin
- 1941: Juri Wassiljewitsch Malyschew, sowjetischer Pilot und Kosmonaut
- 1941: Michael Sauer, deutscher Leichtathlet und Journalist
- 1942: Tanya Atwater, US-amerikanische Geophysikerin und Meeresgeologin
- 1942: Dieter Hoffmann, deutscher Leichtathlet
- 1942: Bill Ivy, britischer Motorradrennfahrer
- 1943: Peter Henisch, Schriftsteller und Liedtexter und Journalist
- 1943: Wolfgang Nordwig, deutscher Leichtathlet, Olympiasieger
- 1943: Tuesday Weld, US-amerikanische Schauspielerin
- 1944: Gebhard Arbeiter, österreichischer Landesbeamter, Gewerkschafter und Politiker, Bundesrat, LAbg
- 1944: Augustin Deleanu, rumänischer Fußballspieler
- 1945: Maimu Berg, estnische Essayistin, Schriftstellerin und Übersetzerin
- 1945: Marianne Sägebrecht, deutsche Schauspielerin und Kabarettistin

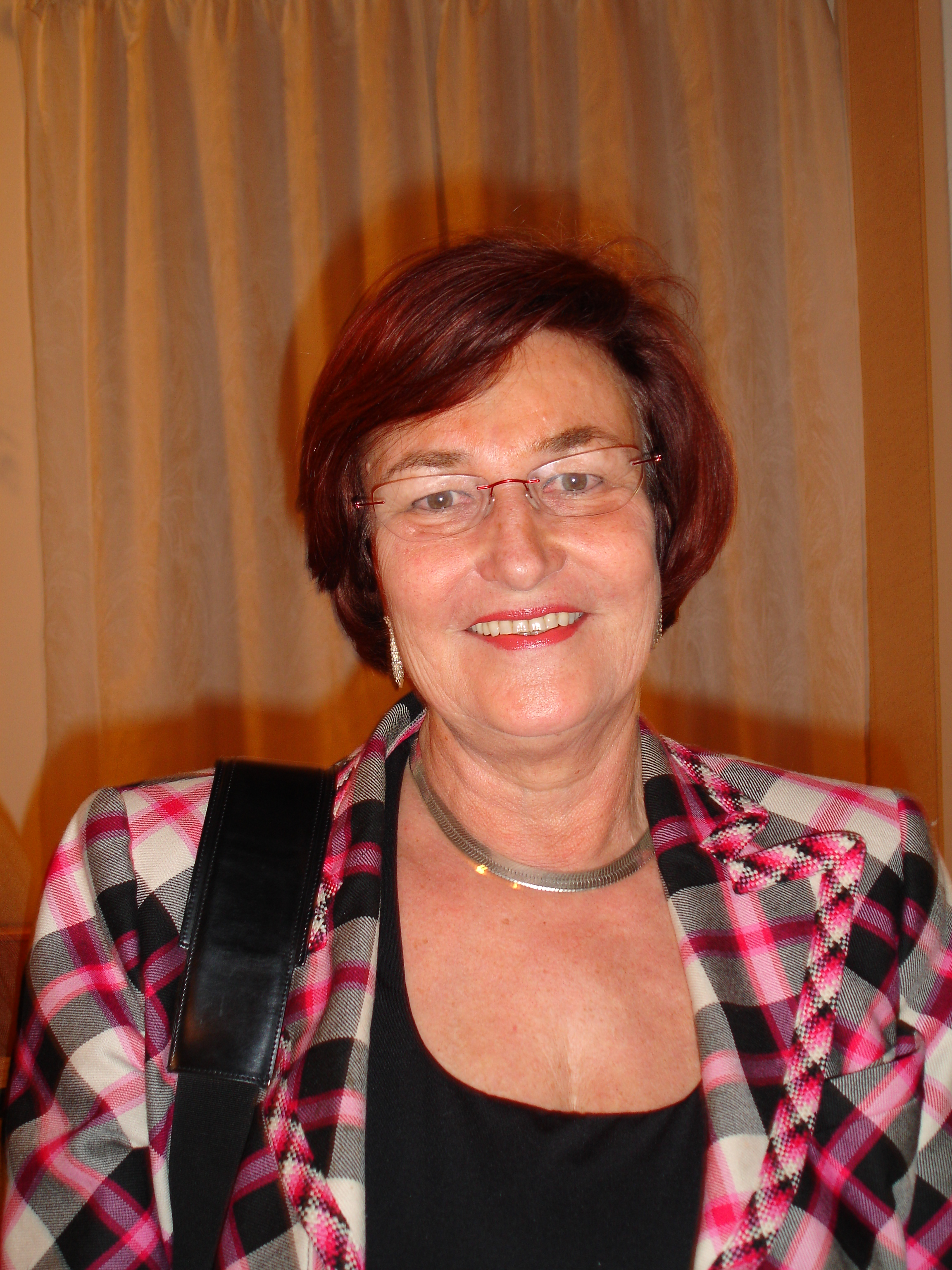
Christa Stewens (* 1945)

- 1945: Christa Stewens, deutsche Politikerin, MdL, Staatssekretärin, Landesministerin
- 1946: Suzanne Doucet, deutsche Sängerin und Songschreiberin
- 1946: Mamoun Fansa, syrischer Prähistoriker und Museumsdirektor, der in Deutschland lebt und arbeitet
- 1946: Flossie Wong-Staal, chinesisch-US-amerikanische Virologin und Molekularbiologin
- 1947: Barbara Bach, US-amerikanische Schauspielerin und Fotomodell
- 1947: Fritz Schramma, deutscher Kommunalpolitiker, Oberbürgermeister von Köln
- 1948: Ralf Reinders, deutsch-niederländischer Terrorist
- 1948: Robert Remus, US-amerikanischer Wrestler
- 1949: Akira Amari, japanischer Politiker, Minister
- 1949: Giuseppina Bersani, italienische Fechterin
- 1949: Miles Goodman, US-amerikanischer Komponist
- 1949: Jörg Stohler, Schweizer Fußballspieler
- 1950: Mario Benusiglio, italienischer Automobilrennfahrer

#### 1951–1975

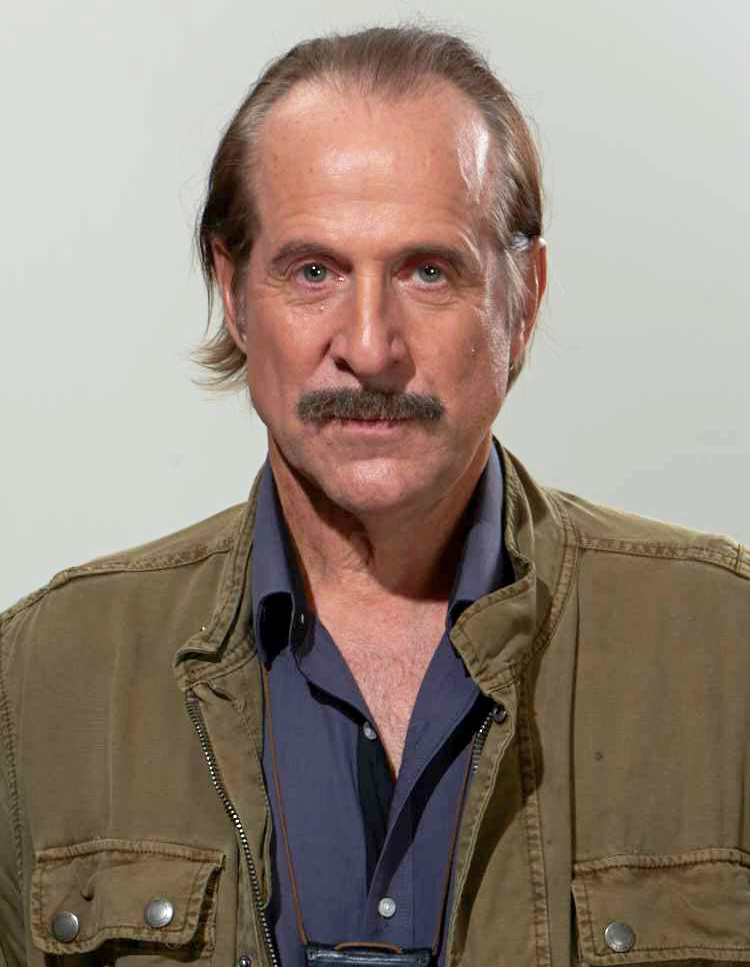
Peter Stormare (* 1953)

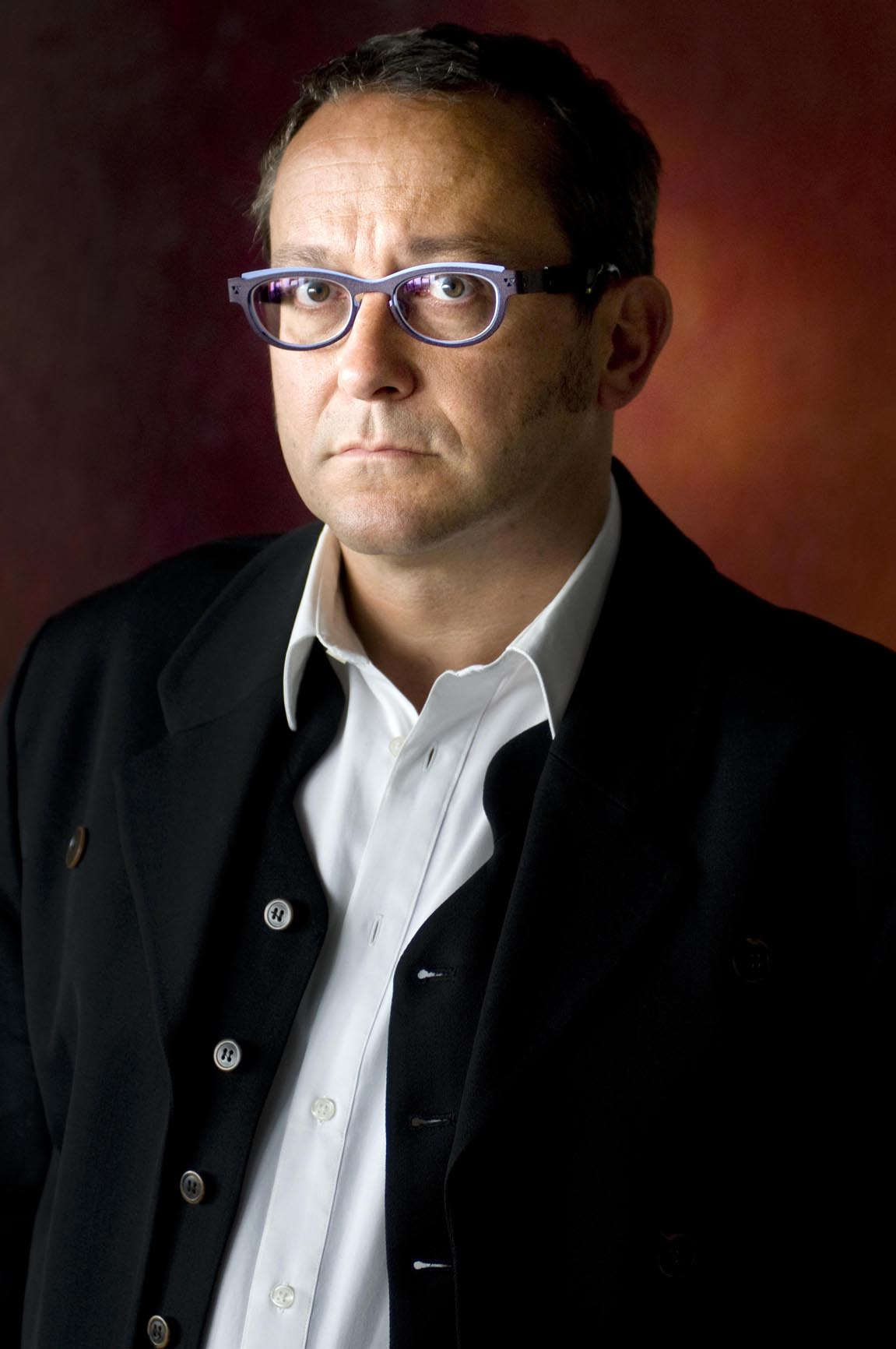
Tom Lanoye (* 1958)

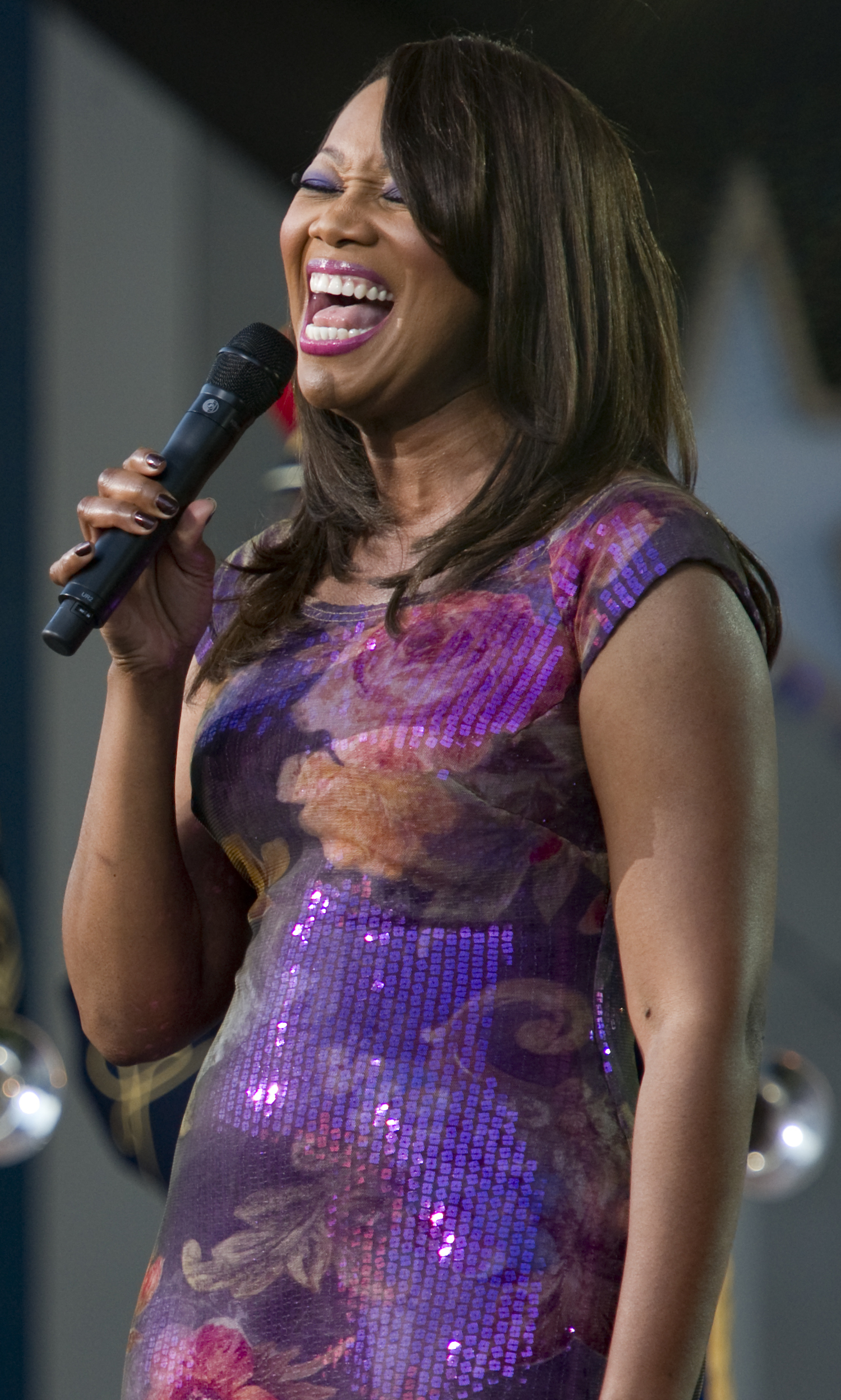
Yolanda Adams (* 1961)

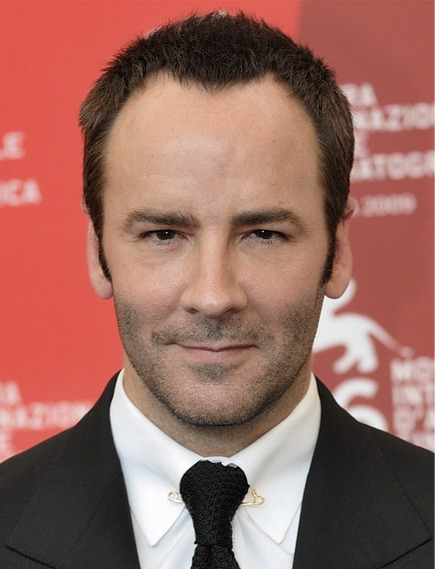
Tom Ford (* 1961)

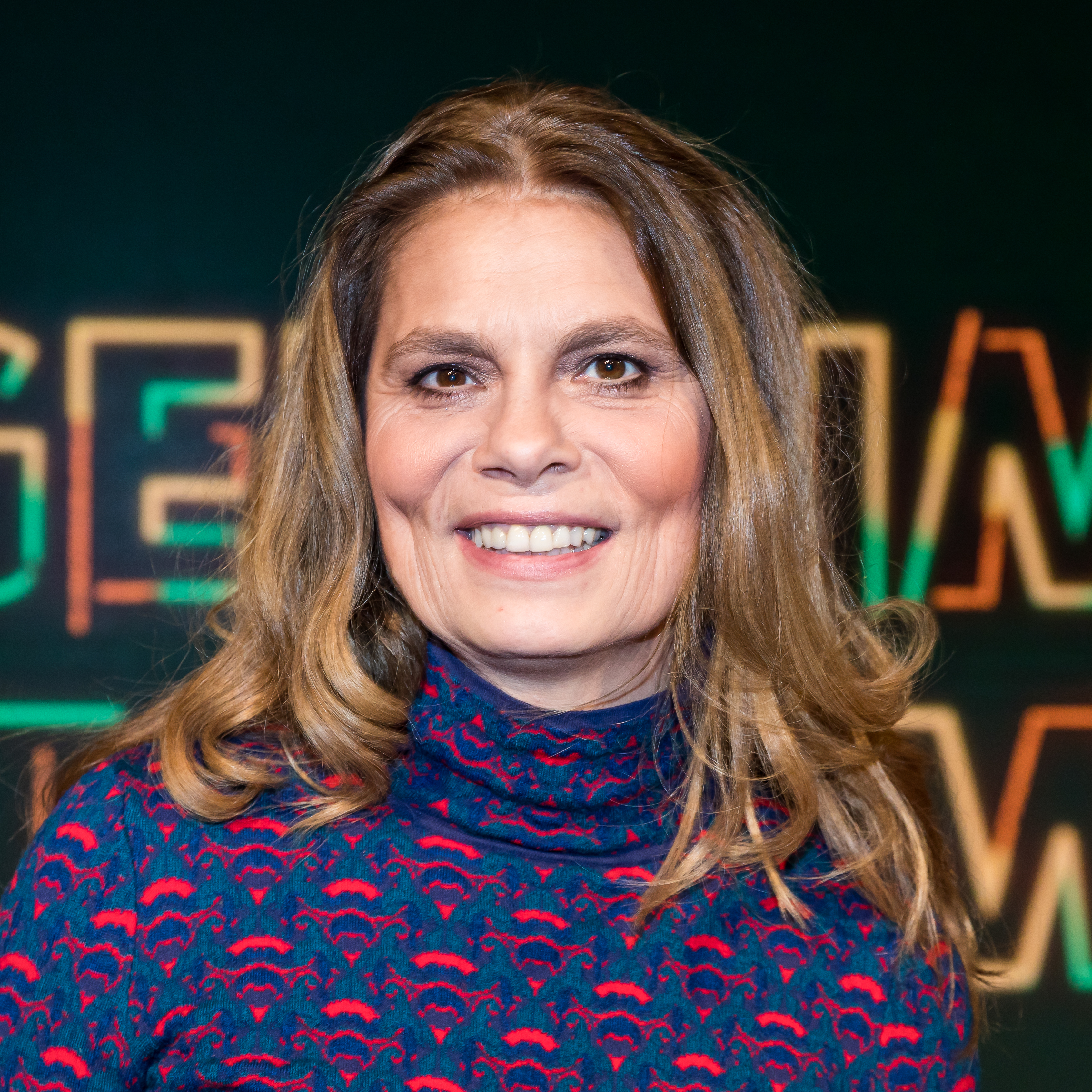
Sarah Wiener (* 1962)

- 1951: Robert Torricelli, US-amerikanischer Politiker, Mitglied des Repräsentantenhauses, Senator
- 1951: Christof Wackernagel, deutscher Schauspieler, Autor und Terrorist (RAF)
- 1952: Karl Adamek, deutscher Musiksoziologe
- 1952: Undine Gruenter, deutsche Schriftstellerin
- 1952: Paul Reubens, US-amerikanischer Schauspieler und Designer
- 1953: Gabriele Haefs, deutsche literarische Übersetzerin
- 1953: Peter Stormare, schwedischer Schauspieler
- 1954: Dettlef Günther, deutscher Rennrodler
- 1954: Derek Warwick, britischer Automobilrennfahrer
- 1955: Laura Fygi, niederländische Sängerin
- 1955: Can Togay, ungarischer Drehbuchautor, Filmregisseur und Schauspieler
- 1956: Jean-François Larios, französischer Fußballspieler
- 1956: Alois Lipburger, österreichischer Skispringer und Skisprungtrainer
- 1957: Jean-Yves Berteloot, französischer Schauspieler
- 1957: Konstantin Kokora, sowjetischer Eiskunstläufer
- 1957: Bernhard Langer, deutscher Golfspieler
- 1957: Dietlinde Turban, deutsche Schauspielerin
- 1958: Sergei Konstantinowitsch Krikaljow, russischer Kosmonaut
- 1958: Tom Lanoye, belgischer Schriftsteller
- 1958: Maurizio Sandro Sala, brasilianischer Automobilrennfahrer
- 1959: Jürgen Becker, deutscher Kabarettist, Autor und Fernseh-Moderator
- 1959: Gerhard Berger, österreichischer Automobilrennfahrer
- 1959: Sian Edwards, britische Dirigentin
- 1959: Adina Izarra, venezolanische Komponistin
- 1959: Gundolf Köhler, deutscher Neonazi
- 1959: Markus, deutscher Popsänger
- 1959: Daniela Romo, mexikanische Sängerin und Schauspielerin
- 1960: Peter Gaffert, deutscher Forstmann und Kommunalpolitiker
- 1960: Sabine Hartelt, deutsche Sportmoderatorin
- 1960: Tom Nekljudow, finnischer Jazzbassist
- 1961: Yolanda Adams, US-amerikanische Gospelsängerin
- 1961: Thomas Buchholz, deutscher Komponist
- 1961: Tom Ford, US-amerikanischer Modedesigner
- 1962: Thomas Krüger, deutscher Schriftsteller
- 1962: Adam Oates, kanadischer Eishockeyspieler
- 1962: Sjón, isländischer Schriftsteller und Künstler
- 1962: Sarah Wiener, österreichische Köchin und Restaurantbesitzerin
- 1963: Geert Keil, deutscher Philosoph
- 1963: Monika Pieper, deutsche Politikerin, MdL
- 1964: Jelena Alexejewna Batalowa, russische Freestyle-Skierin
- 1964: Andrzej Chyra, polnischer Schauspieler
- 1965: Thomas Dörflinger, deutscher Politiker, MdB
- 1965: E-Type, schwedischer Dance-Musiker

Jill Lepore (* 1966)

- 1966: Jill Lepore, US-amerikanische Historikerin und Essayistin
- 1966: Juhan Parts, estnischer Politiker, Ministerpräsident
- 1967: Catalin Dorian Florescu, Schweizer Schriftsteller
- 1967: Jens Häusler, deutscher Handballspieler und -trainer
- 1967: Oliver Steller, deutscher Musiker und Rezitator
- 1968: Jörg Vogeltanz, österreichischer Künstler
- 1969: Silke Heise, deutsche Schauspielerin
- 1969: René Henriksen, dänischer Fußballspieler
- 1969: Christof Straub, österreichischer Musiker und Komponist

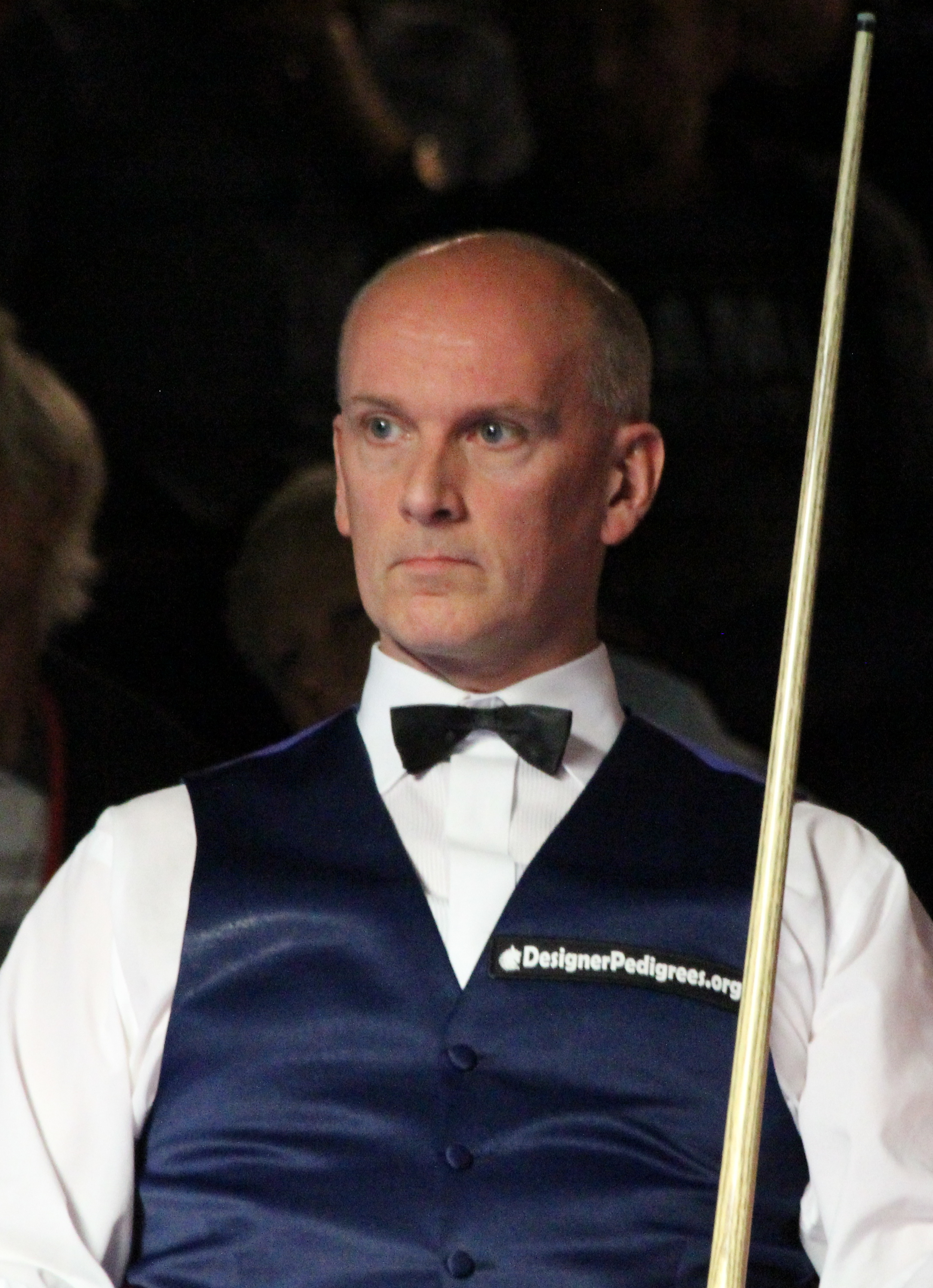
Peter Ebdon (* 1970)

- 1970: Peter Ebdon, englischer Snooker-Spieler
- 1970: Jim Thome, US-amerikanischer Baseballspieler
- 1970: Kelly Trump, deutsche Pornodarstellerin
- 1971: Herbie Hide, nigerianischer Boxer
- 1971: Karsten Hutwelker, deutscher Fußballspieler
- 1971: Ole Schröder, deutscher Politiker, MdB, Parlamentarischer Staatssekretär
- 1971: Julian Weigend, österreichischer Schauspieler
- 1972: Chris Armas, US-amerikanischer Fußballspieler
- 1972: Heinz Arzberger, österreichischer Fußballspieler
- 1972: Roland Garber, österreichischer Radrennfahrer
- 1972: Denise Lewis, britische Leichtathletin, Olympiasiegerin

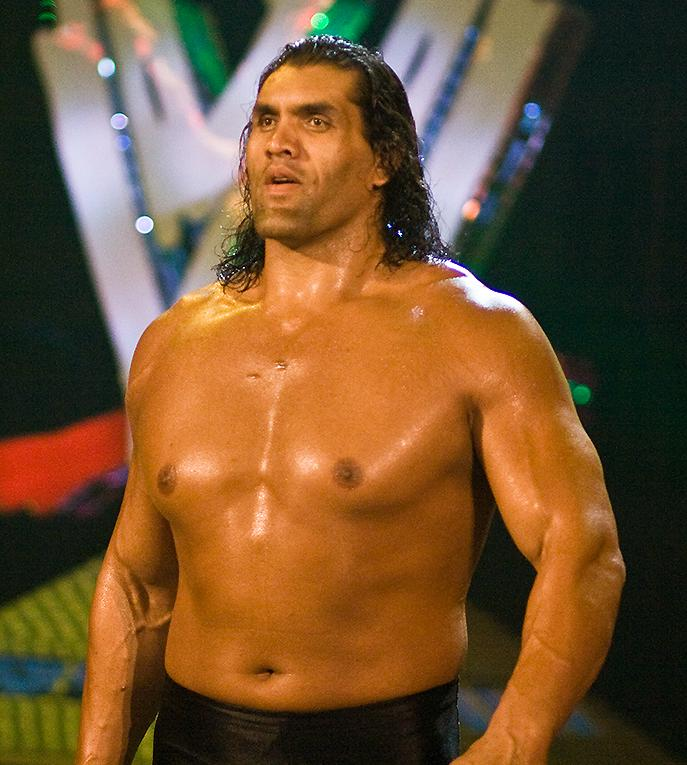
The Great Khali (* 1972)

- 1972: The Great Khali, indischer Wrestler, Bodybuilder und Gewichtheber
- 1973: Dietmar Hamann, deutscher Fußballspieler
- 1973: Christian Zübert, deutscher Drehbuchautor und Filmregisseur
- 1974: Christian Bärthel, deutscher Politiker
- 1974: Manny Fernandez, kanadischer Eishockeyspieler
- 1975: Judith Kernke, deutsche Schauspielerin und Sprecherin
- 1975: Jonny Moseley, US-amerikanischer Freestyle-Skier

#### 1976–2000
- 1976: Sarah Chalke, kanadische Schauspielerin
- 1976: Carlos Moyá, spanischer Tennisspieler

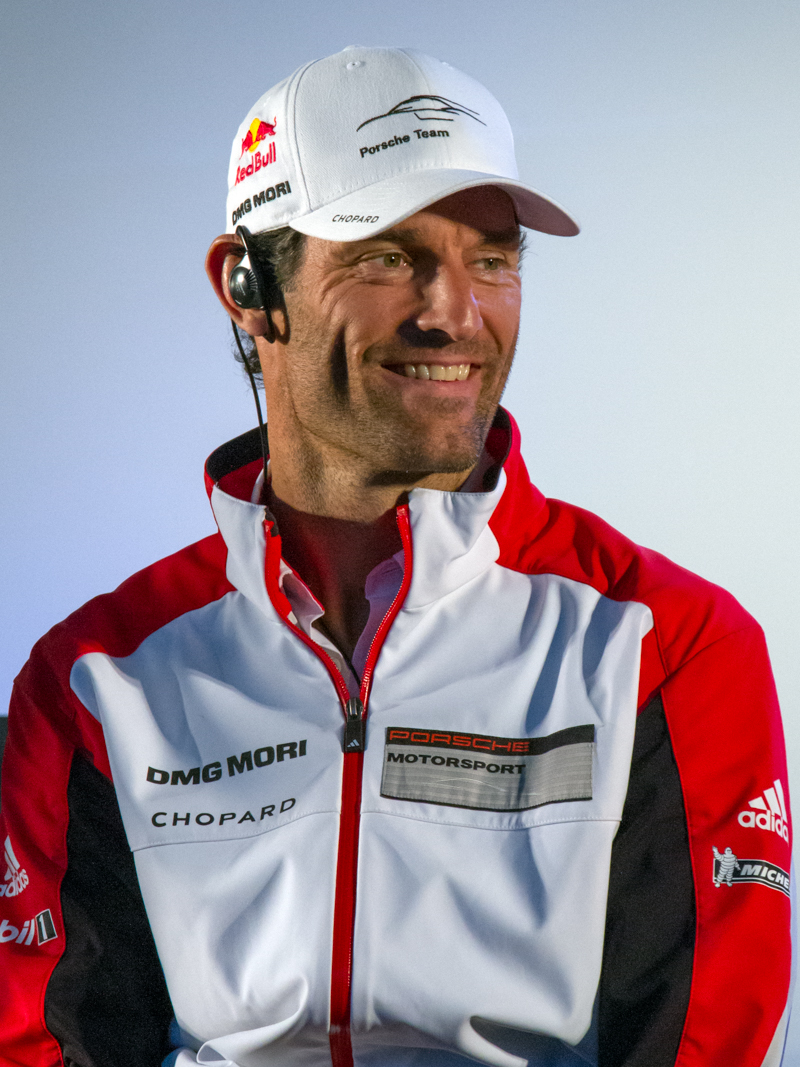
Mark Webber (* 1976)

- 1976: Mark Webber, australischer Automobilrennfahrer
- 1977: Deco, portugiesischer Fußballspieler
- 1977: Mase, US-amerikanischer Rapper
- 1978: Sebastian Haseney, deutscher Nordischer Kombinierer
- 1978: Philipp Löhle, deutscher Dramatiker und Regisseur
- 1979: Ole Bischof, deutscher Judoka
- 1979: Aaron Paul, US-amerikanischer Schauspieler
- 1979: Melanie Schulz, deutsche Leichtathletin
- 1980: Kip Brennan, kanadischer Eishockeyspieler
- 1980: Sarah Christ, deutsch-australische Harfenistin
- 1980: Caroline Hanke, deutsche Schauspielerin

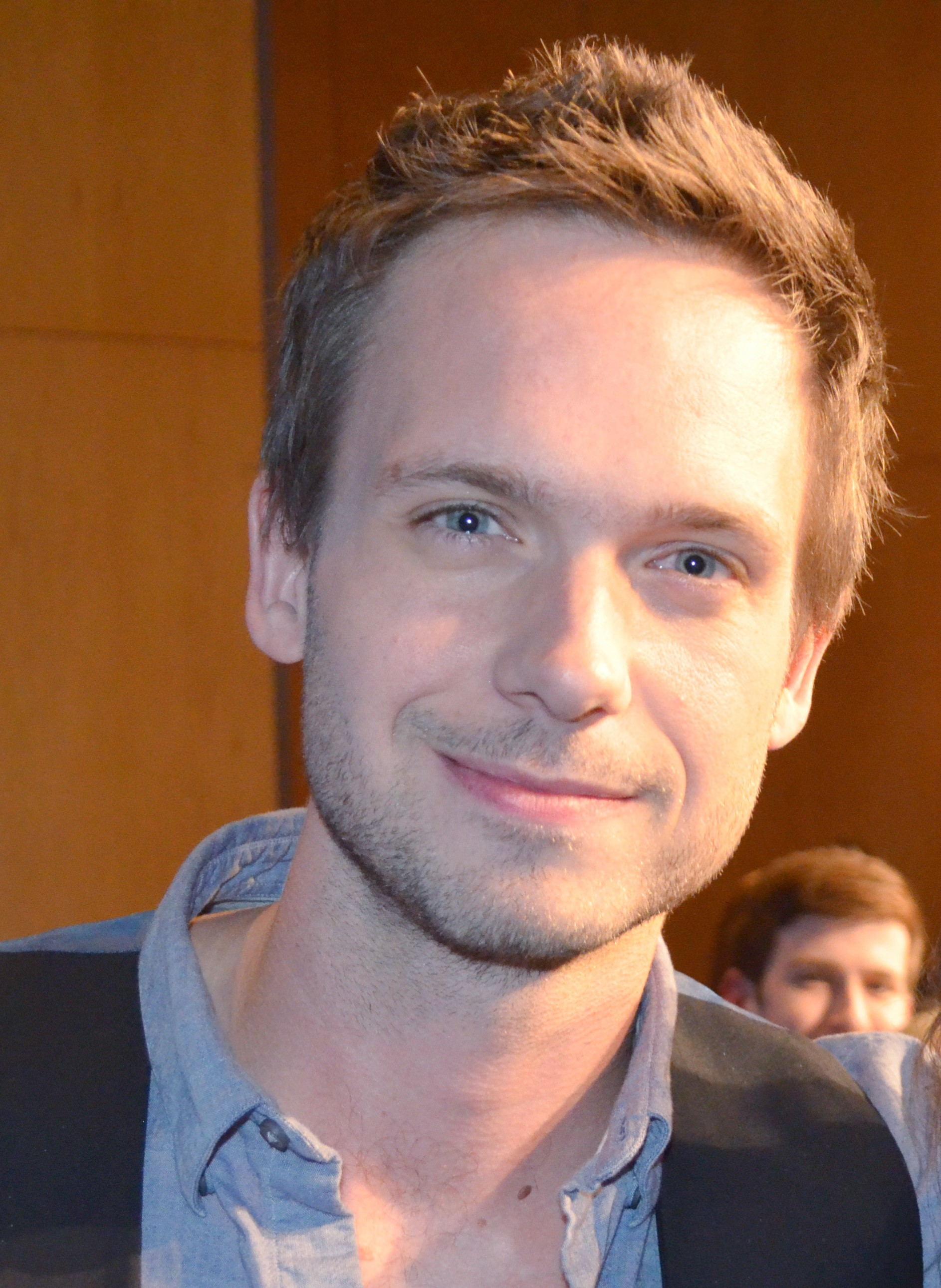
Patrick J. Adams (* 1981)

- 1981: Patrick J. Adams, kanadischer Schauspieler
- 1981: Maxwell, brasilianischer Fußballspieler
- 1982: Marius Aleksejev, estnischer Handballspieler
- 1982: Lolita Pille, französische Schriftstellerin
- 1982: Daniel Szarata, deutscher Politiker
- 1983: An Weijiang, chinesischer Eisschnellläufer
- 1983: Felice Piccolo, italienischer Fußballspieler
- 1984: Torben Ehlers, deutscher Handballspieler
- 1984: Sulley Muntari, ghanaischer Fußballspieler
- 1984: Madita Spee, deutsche Fußballspielerin
- 1985: Maro Engel, deutscher Automobilrennfahrer

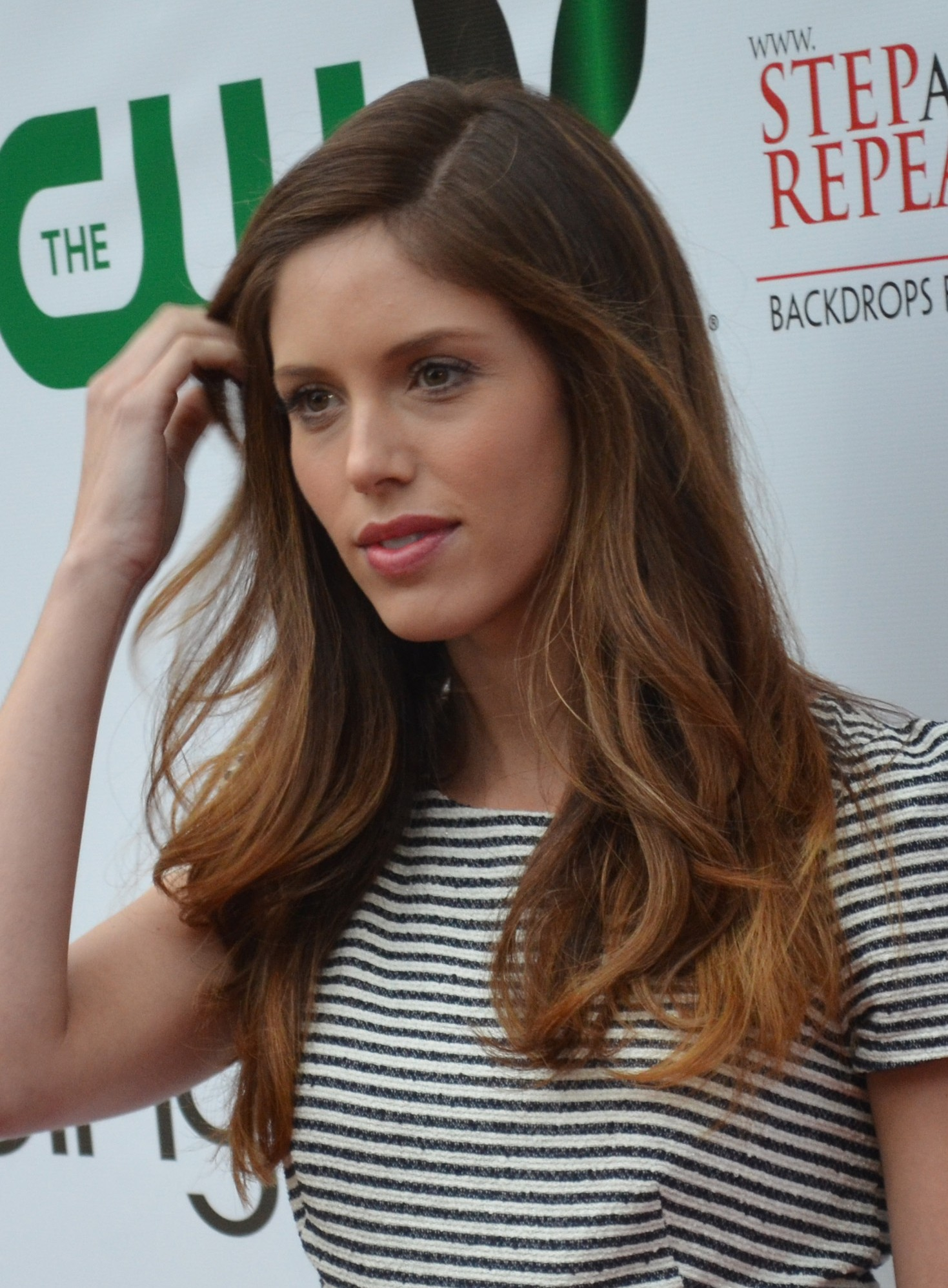
Kayla Ewell (* 1985)

- 1985: Kayla Ewell, US-amerikanische Schauspielerin
- 1985: Nikica Jelavić, kroatischer Fußballspieler
- 1985: Daniel Küblböck, deutscher Sänger
- 1985: Sören Pirson, deutscher Fußballspieler
- 1985: André Rankel, deutscher Eishockeyspieler
- 1986: Mario Barrett, US-amerikanischer R&B-Sänger
- 1986: Sebastian Kurz, österreichischer Politiker
- 1987: Jordi Torres, spanischer Motorradrennfahrer
- 1987: Nicky Verjans, niederländischer Handballspieler

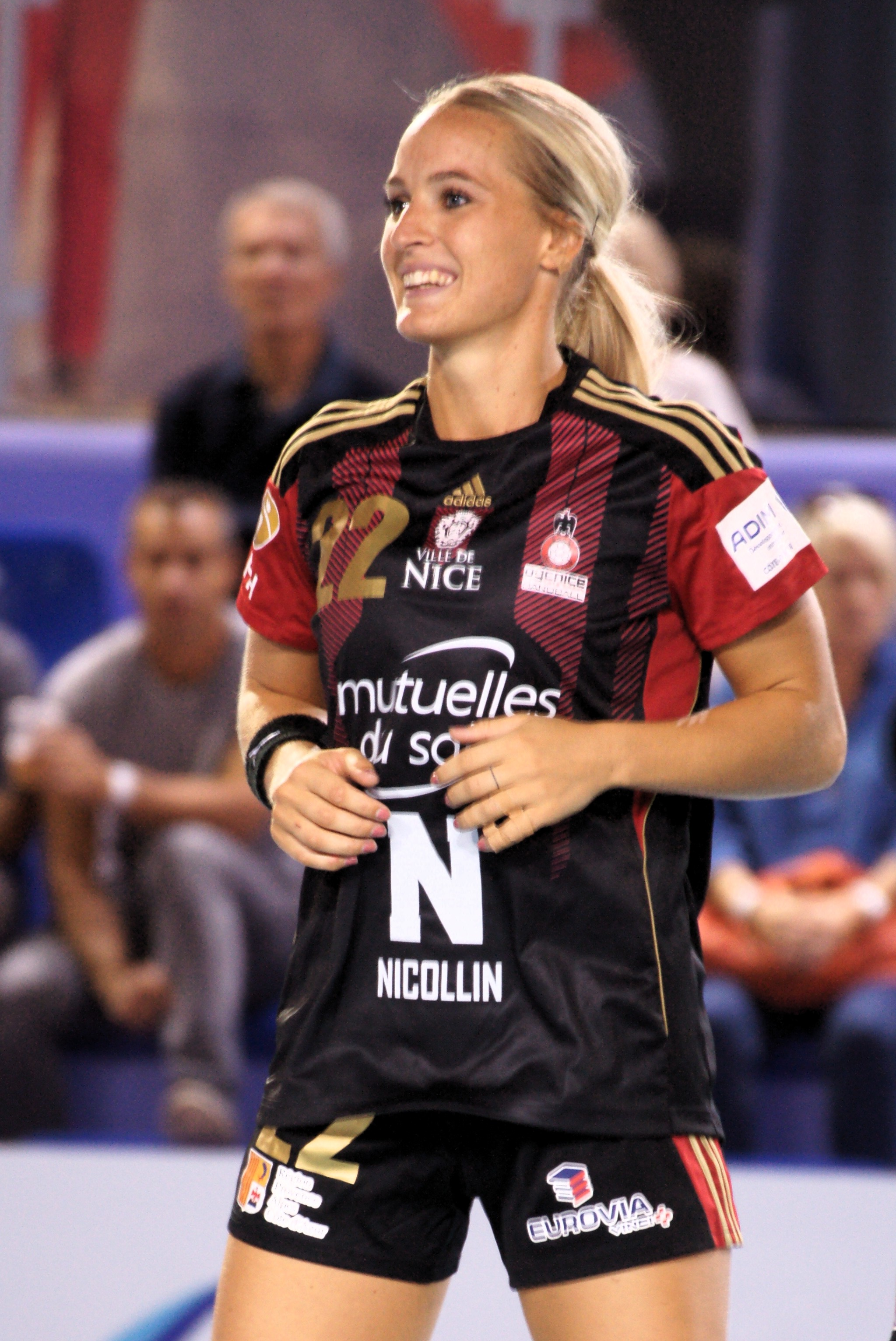
Jane Schumacher (* 1988)

- 1988: Jane Schumacher, deutsch-dänische Handballspielerin
- 1988: Oscar von Sivers, schwedischer Eishockeyspieler
- 1988: Alexa Vega, US-amerikanische Schauspielerin
- 1989: Romain Amalfitano, französischer Fußballspieler
- 1990: Tori Bowie, US-amerikanische Sprinterin
- 1991: Torben Braga, deutscher Politiker
- 1992: Sarah Attar, saudi-arabische Leichtathletin
- 1992: Stefan Lainer, österreichischer Fußballspieler
- 1992: Kim Petras, deutsche Sängerin
- 1993: Sarah Hecken, deutsche Eiskunstläuferin
- 1993: Alessio Picariello, belgischer Automobilrennfahrer
- 1994: Jacqueline Ada, kamerunische Fußballspielerin
- 1994: Breanna Stewart, US-amerikanische Basketballspielerin
- 1995: David Nolden, deutscher Schauspieler
- 1995: Sergei Sirotkin, russischer Automobilrennfahrer
- 1996: Stefanie Giesinger, deutsches Model
- 1998: Anastassija Silantjewa, russische Skirennläuferin
- 1999: Anastassija Gorejewa, russische Biathletin
- 1999: Mile Svilar, belgisch-serbischer Fußballspieler

### 21. Jahrhundert

#### 2001–2025
- 2002: Marco Brenner, deutscher Radrennfahrer

## Gestorben

### Vor dem 16. Jahrhundert
- 0542: Caesarius von Arles, Erzbischof von Arles, Heiliger
- 0827: Eugen II., Papst
- 0858: Montoku, 55. Kaiser von Japan
- 0995: Gebhard von Konstanz, Bischof von Konstanz, Heiliger
- 1127: Ulrich I. von Kyburg-Dillingen, Bischof von Konstanz

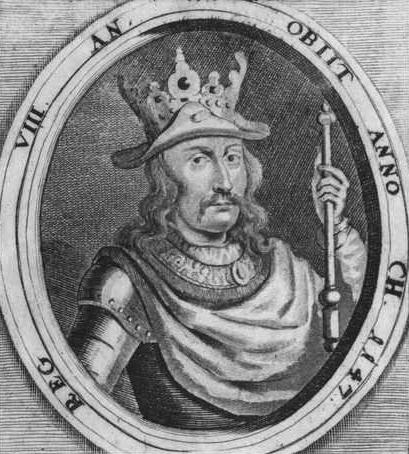
Erik III. († 1146)

- 1146: Erik III., König von Dänemark
- 1150: Guarinus, Bischof von Sitten
- 1159: Amadeus, Bischof von Lausanne
- 1183: Maria von Antiochia, Kaiserin von Byzanz
- 1208: Irene von Byzanz, römisch-deutsche Königin und Ehefrau Philipps von Schwaben
- 1237: al-Aschraf Musa, Sultan von Syrien
- 1297: Reinboto von Meilenhart, Bischof von Eichstätt
- 1312: Arthur II., Herzog der Bretagne
- 1314: Gottfried von Hexenagger, Bischof von Freising
- 1327: Thomas Cobham, englischer Diplomat und Geistlicher
- 1336: Walram von Veldenz, Bischof von Speyer
- 1337: Johann II., Herr zu Werle
- 1381: Simone Borsano, Erzbischof von Mailand und Kardinal
- 1394: Chōkei, 98. Tennō von Japan
- 1397: Ralph de Cromwell, 1. Baron Cromwell, englischer Adeliger
- 1439: John Grey de Ruthyn, englischer Ritter
- 1444: Hynek Ptáček von Pirkstein, böhmischer Adliger und Vertreter der Hussiten
- 1459: Jaime de Portugal, portugiesischer Kardinal und Erzbischof von Lissabon

### 16. bis 18. Jahrhundert
- 1501: Thomas Grote, Bischof von Lübeck
- 1521: Charles de Clèves, Graf von Nevers, Eu und Rethel
- 1521: Josquin Desprez, franko-flämischer Komponist und Sänger
- 1522: Giovanni Antonio Amadeo, italienischer Bildhauer und Baumeister
- 1523: Domenico Grimani, Patriarch von Aquilea, bedeutender Mäzen und Kunstsammler
- 1574: Bartolomeo Eustachi, italienischer Arzt und Anatom
- 1574: Hermann Georg von Limburg-Styrum, Graf von Limburg und Bronckhorst, Herr zu Styrum

- 1576: Tizian, italienischer Maler

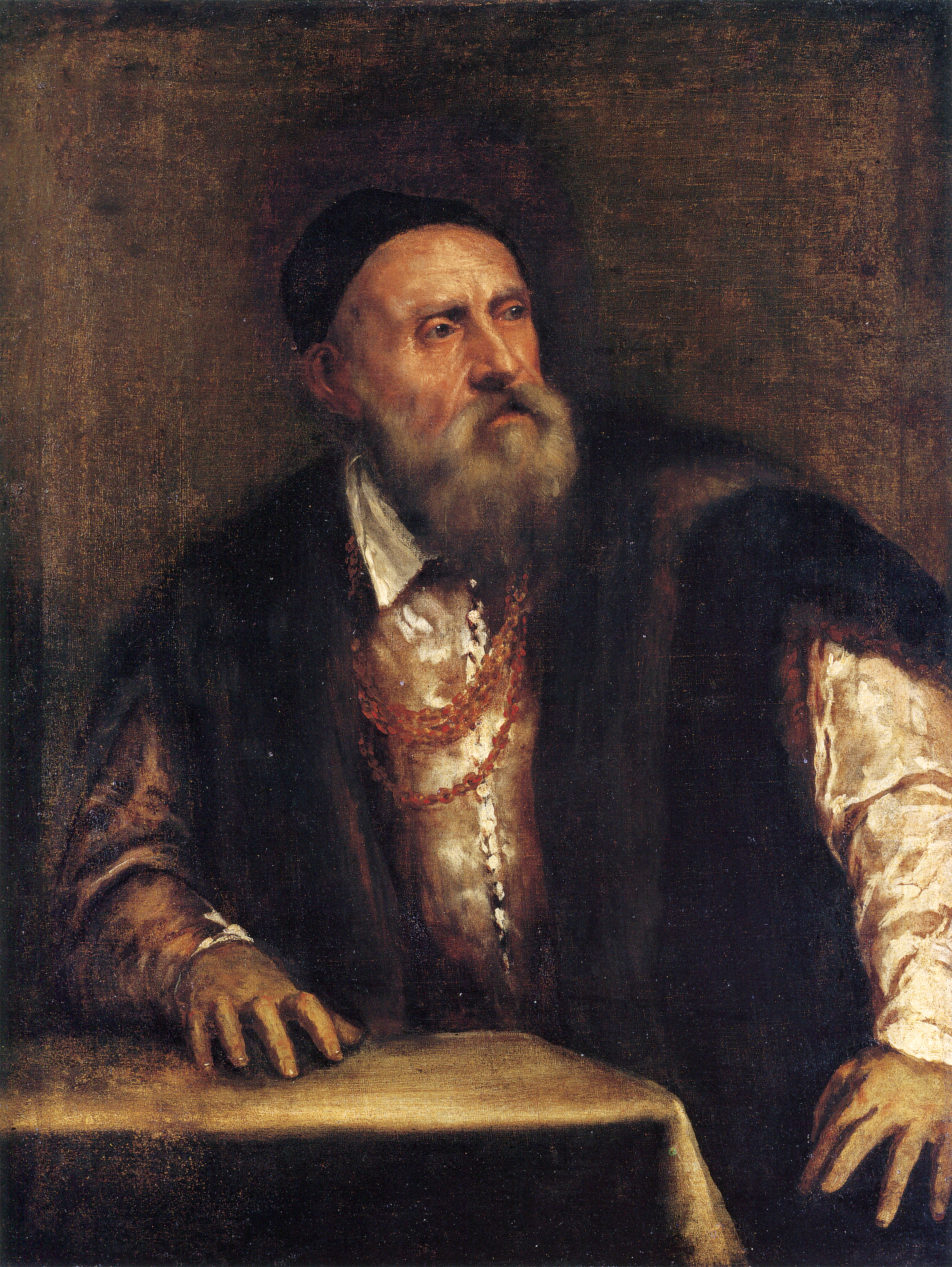
Tizian († 1576)

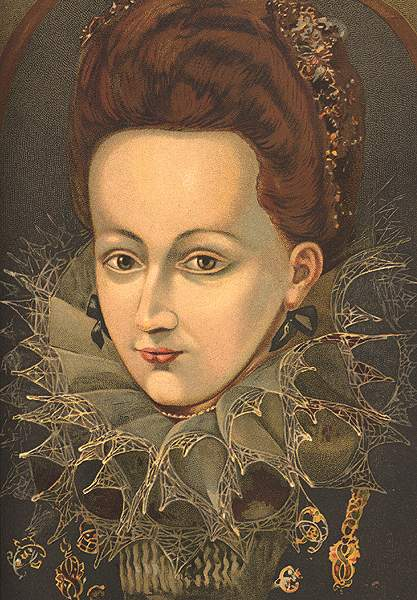
Katharina von Brandenburg († 1644)

- 1583: Bohuslav Felix von Lobkowitz und Hassenstein, böhmischer Ständepolitiker
- 1590: Sixtus V., Papst
- 1603: Petrus Wesenbeck, flämischer Jurist
- 1611: Tomás Luis de Victoria, spanischer Komponist
- 1618: Albrecht Friedrich, regierender Fürst des Herzogtums Preußen
- 1626: Philipp von Hessen-Kassel, Obrist der Hessen-Kasseler Reiterei
- 1627: Francesco Maria Bourbon Del Monte, italienischer Kardinal
- 1635: Lope de Vega, spanischer Dichter
- 1644: Katharina von Brandenburg, Fürstin von Siebenbürgen und Herzogin von Sachsen-Lauenburg
- 1647: Pietro Novelli, sizilianischer Maler
- 1652: Johann Christoph Meurer, Syndicus und Diplomat der Hansestadt Hamburg
- 1653: Niklaus Leuenberger, Anführer der Berner Untertanen im Schweizer Bauernkrieg
- 1664: Francisco de Zurbarán, spanischer Maler
- 1674: Wenzel Scherffer von Scherffenstein, deutscher Barockdichter und Übersetzer
- 1679: David Lewis, walisischer Jesuit und katholischer Heiliger
- 1680: Joan Cererols, katalanischer Benediktiner und Komponist
- 1681: Nikon, russischer Patriarch, Patriarch von Moskau
- 1681: Wilhelm Christoph, Landgraf von Hessen-Homburg
- 1725: Johann Wilhelm Jahn, deutscher evangelischer Theologe und Historiker
- 1735: August David zu Sayn-Wittgenstein-Hohenstein, Regent der Grafschaft Sayn-Wittgenstein-Hohenstein
- 1743: Matthias Sigismund Biechteler, steirischer Komponist und Hofkapellmeister in Salzburg
- 1746: Johann Caspar Ferdinand Fischer, deutsch-tschechischer Komponist, Organist, Kapellmeister und Musikpädagoge
- 1748: James Thomson, schottischer Dichter
- 1758: Maria Barbara de Bragança, Königin von Spanien
- 1759: Bampfylde Moore Carew, britischer Betrüger und Volksheld
- 1766: Heinrich Andreas Koch, braunschweigischer Jurist und Historiker
- 1780: Johann Wilhelm Fuhrmann, deutscher evangelischer Theologe und Hochschullehrer
- 1782: Henriette Maria Luise von Hayn, deutsche Dichterin geistlicher Lieder
- 1788: Albrecht Friedrich von Erlach, Schultheiss von Bern
- 1791: Placidus Fixlmillner, österreichischer Hochschullehrer, Jurist, Astronom und Musiktheoretiker
- 1800: Peter Aloysius Marquis d’Agdollo, sächsischer Hofmeister

### 19. Jahrhundert

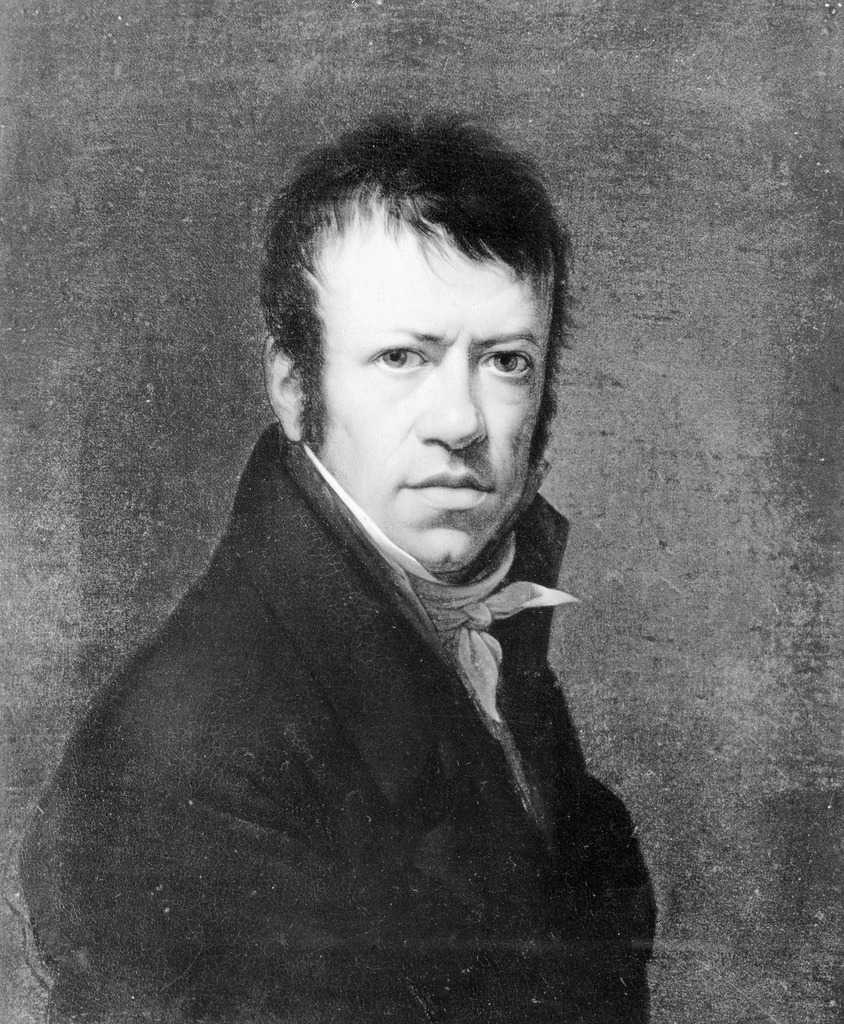
Johann Baptist Seele († 1814)

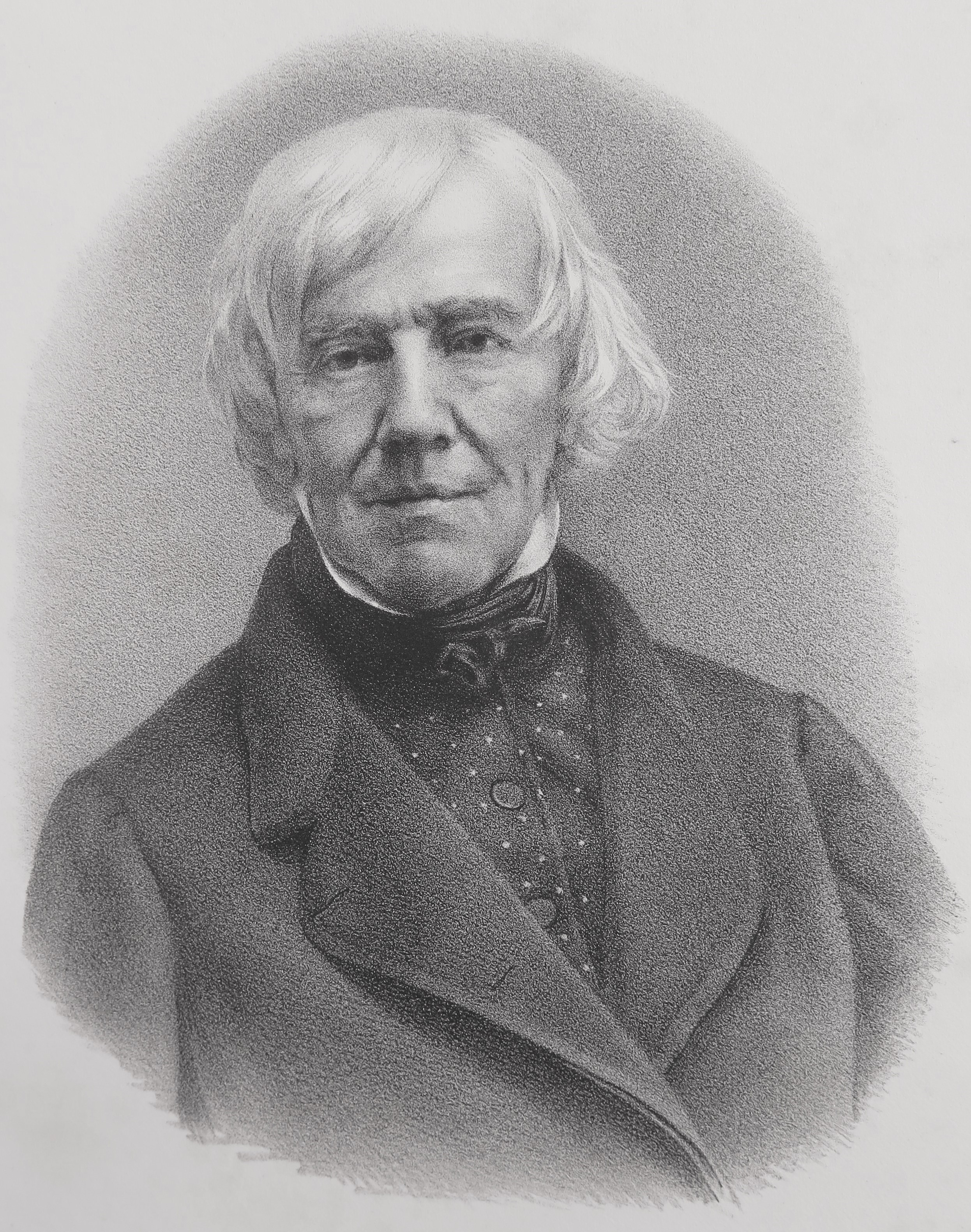
Franz Xaver Schnyder von Wartensee († 1868)

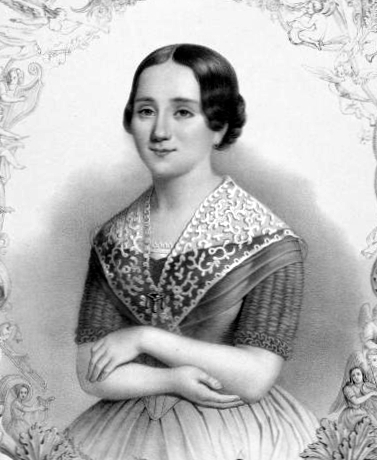
Henriette Nissen-Saloman († 1879)

- 1811: Jean-Baptiste Huet, französischer Maler
- 1813: David von Andrássy, ungarischer Militär
- 1814: Johann Baptist Seele, deutscher Maler
- 1820: Christian Philipp Wolff, deutscher Bildhauer, Stuckateur und Baumeister
- 1824: Johann Christian Woyzeck, deutscher Soldat, Vorlage für die Hauptfigur in Georg Büchners Drama Woyzeck
- 1830: Louis VI. Henri Joseph de Bourbon, prince de Condé, Fürst von Condé
- 1830: Louis-Philippe de Ségur, Graf von Segur d’Aguesseau, französischer Diplomat
- 1831: Johann August Heine, deutscher Architekt
- 1840: Hermann von Wedel-Jarlsberg, norwegischer Politiker
- 1851: Ferdinand Georg August von Sachsen-Coburg-Saalfeld-Koháry, General in österreichischen Diensten
- 1862: Henricus Egbertus Vinke, niederländischer reformierter Theologe
- 1865: Thomas Chandler Haliburton, kanadischer Schriftsteller
- 1865: Friedrich Emanuel von Hurter, schweizerisch-österreichischer Historiker und Theologe
- 1868: Franz Xaver Schnyder von Wartensee, Schweizer Komponist und Musikautor
- 1869: Johann Jakob Langen, Kölner Industrieller
- 1871: Paul de Kock, französischer Schriftsteller
- 1876: Michel Rodange, luxemburgischer Schriftsteller
- 1879: Rowland Hill, Reformator des britischen Postwesens
- 1879: Henriette Nissen-Saloman, schwedische Opernsängerin
- 1883: Richard La Nicca, Schweizer Ingenieur
- 1884: Maximilian von Wächter, deutscher Kommunalpolitiker, erster Bürgermeister von Nürnberg
- 1885: Johann Georg Theodor Grässe, deutscher Bibliograf und Literaturhistoriker
- 1887: Wilhelm Volckmar, deutscher Orgelvirtuose und Komponist
- 1893: Peter Mitterhofer, Zimmermann und Erfinder
- 1894: Heinrich Keil, deutscher Altphilologe
- 1897: Eduard von Hofmann, österreichischer Rechtsmediziner

### 20. Jahrhundert

#### 1901–1950

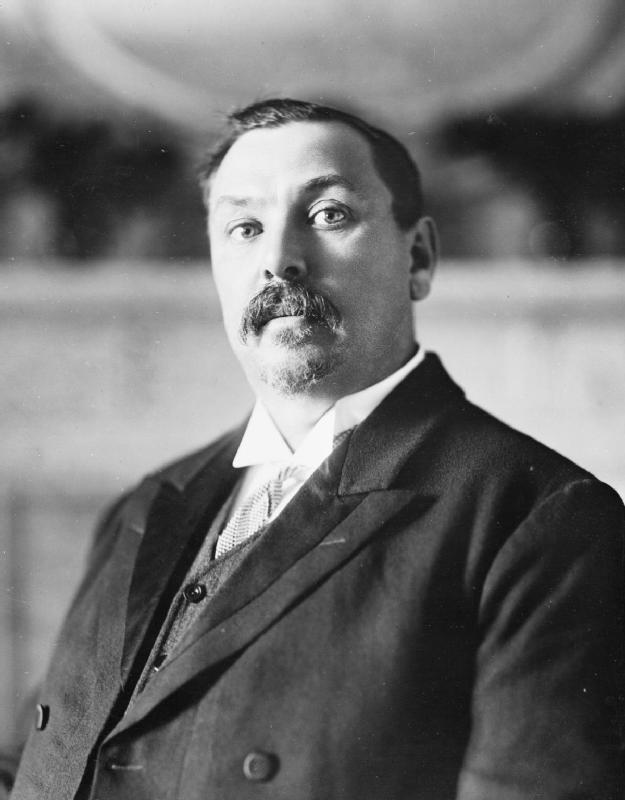
Louis Botha († 1919)

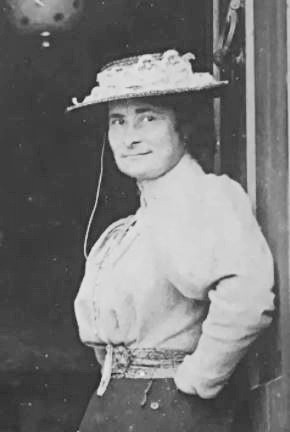
Caroline Kempter († 1925)

- 1901: Rudolf Haym, deutscher Philosoph und Literaturhistoriker
- 1905: Amalia del Pilar von Spanien, Infantin von Spanien
- 1909: Emil Christian Hansen, dänischer Botaniker
- 1913: Wilhelm von Borries, deutscher Jurist, preußischer Verwaltungsbeamter und Rittergutsbesitzer
- 1914: Eugen Böhm von Bawerk, österreichischer Ökonom
- 1918: Hermann Hitzig, Schweizer Altphilologe
- 1919: Louis Botha, erster Premierminister der Südafrikanischen Union
- 1921: Friedrich Schumann, deutscher Mörder
- 1922: Georges Sorel, französischer Sozialphilosoph
- 1924: Henry William Massingham, britischer Journalist
- 1924: Robert Müller, österreichischer Schriftsteller, Journalist und Verleger
- 1925ː Caroline Kempter, deutsche Kunstmalerin
- 1929: Giulio Bas, italienischer Komponist und Organist
- 1929: Herman Potočnik, österreichischer Offizier und Raumfahrttheoretiker
- 1931: Louis Andrieux, französischer Politiker, Polizeipräfekt von Paris und Botschafter
- 1931: Frank Harris, irisch-englischer Autor und Redakteur
- 1932: Friedrich von Gaisberg-Schöckingen, deutscher Gutsherr, Politiker, Genealoge und Heraldiker
- 1933: Horst von Waldthausen, deutsch-schweizerischer Automobilrennfahrer
- 1935: Otto Schott, deutscher Chemiker und Glastechniker
- 1936: George Henry Dern, US-amerikanischer Politiker

Constantin Brunner († 1937)

- 1937: Constantin Brunner, deutsch-jüdischer Philosoph, Schriftsteller, Literaturkritiker und -agent
- 1937: Walter Rothschild, 2. Baron Rothschild, britischer Bankier und Zoologe
- 1942: Walter Steinbeck, deutscher Schauspieler
- 1943: Constantin Prezan, rumänischer General im Ersten Weltkrieg
- 1944: Mafalda von Savoyen, italienische Adlige
- 1947: Johanna Ey, deutsche Galeristin
- 1948: Oscar Lorenzo Fernández, brasilianischer Komponist
- 1948: Carl Møller, dänischer Ruderer
- 1950: Cesare Pavese, italienischer Schriftsteller

#### 1951–2000
- 1952: Armand Gagnier, kanadischer Klarinettist und Dirigent
- 1953: Nikolai Tichonowitsch Beresowski, russischer Komponist
- 1956: Roelof Hommema, niederländischer Ruderer
- 1958: Johannes Gronowski, deutscher Politiker, MdL

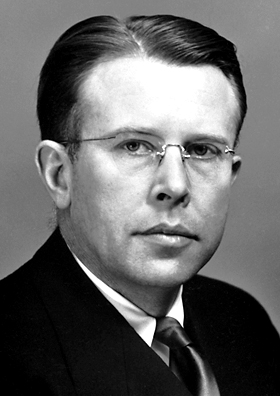
Ernest Lawrence († 1958)

- 1958: Ernest Lawrence, US-amerikanischer Atomphysiker und Nobelpreisträger
- 1959: Joseph John Annabring, ungarischer Bischof
- 1961ː Anna Bass, französische Künstlerin
- 1962: Carlos Lavín, chilenischer Komponist und Musikwissenschaftler
- 1963: W. E. B. Du Bois, US-amerikanisch-ghanaischer Bürgerrechtler, Soziologe, Philosoph, Journalist und Pazifist
- 1963: Adolf Grimme, deutscher Politiker und Widerstandskämpfer
- 1965: Le Corbusier, schweizerisch-französischer Architekt, Architekturtheoretiker, Stadtplaner, Maler, Zeichner, Bildhauer und Möbeldesigner
- 1967: Henri-Georges Adam, französischer Maler und Bildhauer
- 1967: Brian Epstein, britischer Manager der Beatles

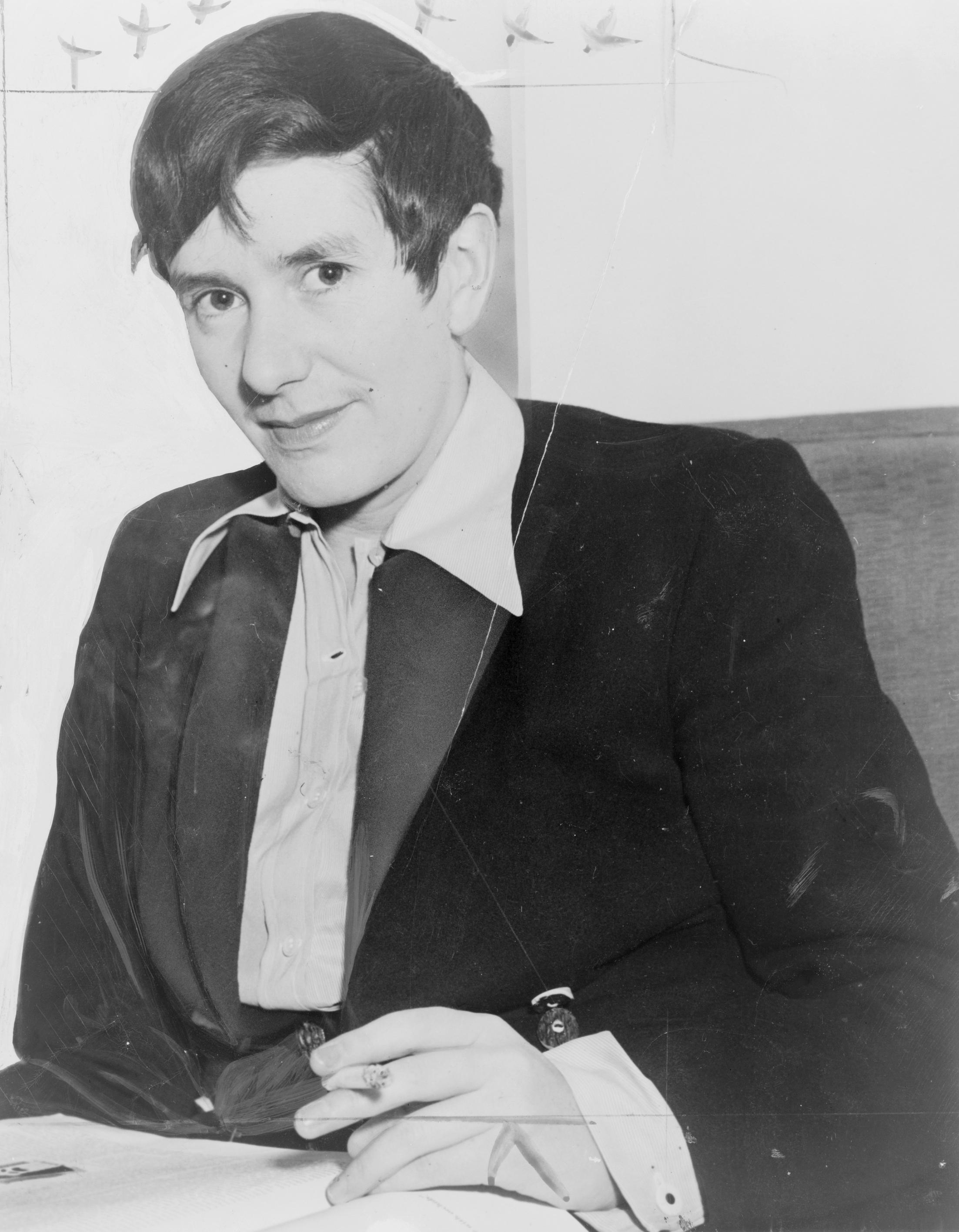
Erika Mann († 1969)

- 1969: Erika Mann, deutsche Schauspielerin und Schriftstellerin
- 1971: Lil Hardin Armstrong, US-amerikanische Jazz-Pianistin, -Sängerin und -Komponistin
- 1971: Margaret Bourke-White, US-amerikanische Fotoreporterin
- 1972: Angelo Dell’Acqua, italienischer Geistlicher, Kurienkardinal
- 1974: Erwin Jürgens, deutscher Politiker, MdL
- 1974: Otto Strasser, deutscher nationalsozialistischer Politiker
- 1975: Haile Selassie, letzter Kaiser von Äthiopien
- 1975: Efraín Orozco, kolumbianischer Komponist, Dirigent und Instrumentalist
- 1976ː Joan Barton, US-amerikanische Schauspielerin
- 1977: Gertrud Wiebke Schröder, deutsche Bildhauerin und Kunstgewerblerin
- 1979: Louis Mountbatten, 1. Earl Mountbatten of Burma, britischer Admiral und Staatsmann
- 1979: Bill Spear, US-amerikanischer Automobilrennfahrer
- 1979: Bolesław Szabelski, polnischer Komponist

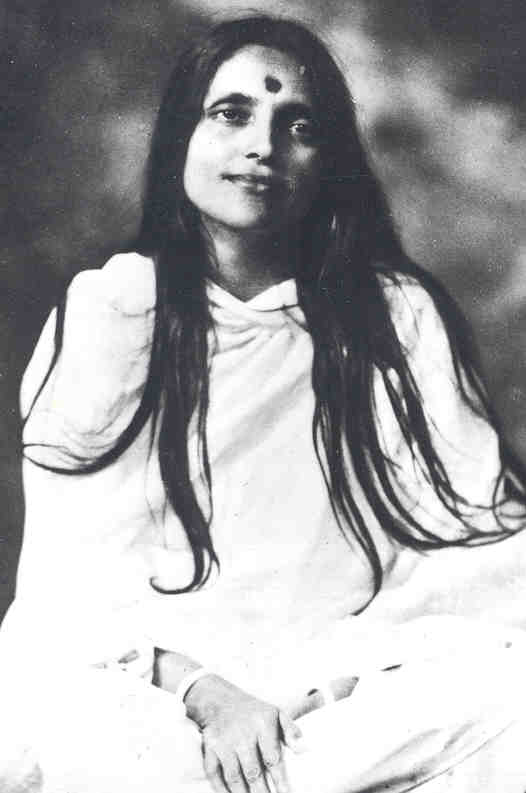
Anandamayi Ma († 1982)

- 1982: Anandamayi Ma, indische spirituelle Meisterin
- 1983: Bill Stein, US-amerikanischer American-Football-Spieler
- 1985: Walter Frey, Schweizer Pianist und Musikpädagoge
- 1986: Georgi Tadschijewitsch Agsamow, sowjetischer Schachmeister
- 1986: Norbert-Jean Mahé, Automobilrennfahrer
- 1988: Max Black, US-amerikanischer Philosoph
- 1990: Pearl Bailey, US-amerikanische Schauspielerin und Sängerin
- 1990: Armin Scheurer, Schweizer Leichtathlet und Fußballspieler
- 1990: Stevie Ray Vaughan, US-amerikanischer Blues-Musiker
- 1991: Teddy Stauffer, Schweizer Bandleader
- 1995: Mary Beth Hughes, US-amerikanische Schauspielerin
- 1996: Wayne D. Overholser, US-amerikanischer Westernautor
- 1997: Julio Musimessi, argentinischer Fußballspieler
- 1998: Benny Hansen, dänischer Schauspieler
- 1999: Hélder Câmara, Erzbischof von Olinda und Recife
- 2000: Edmund Karp, estnischer Fußball-, Basketball- und Volleyballspieler

### 21. Jahrhundert
- 2001: Witold Krzemieński, polnischer Komponist, Dirigent und Musikpädagoge
- 2001: Abu Ali Mustafa, palästinensischer Politiker
- 2002: Justus Ahlheim, deutscher Politiker
- 2002: Marguerite Hedberg, US-amerikanische Mathematikerin
- 2002: Jane Tilden, österreichische Schauspielerin
- 2003: Doris Morf, Schweizer Politikerin
- 2003: Pierre Poujade, französischer Politiker
- 2004: Alfred Gleitze, Berliner Kommunalpolitiker
- 2004: Julio Tahier, argentinischer Autor und Regisseur
- 2006: Jesse Pintado, US-amerikanischer Musiker
- 2007: Hans Ruesch, Schweizer Automobilrennfahrer, Publizist und Schriftsteller
- 2008: Del Martin, US-amerikanische Autorin, Journalistin und Frauenrechtlerin

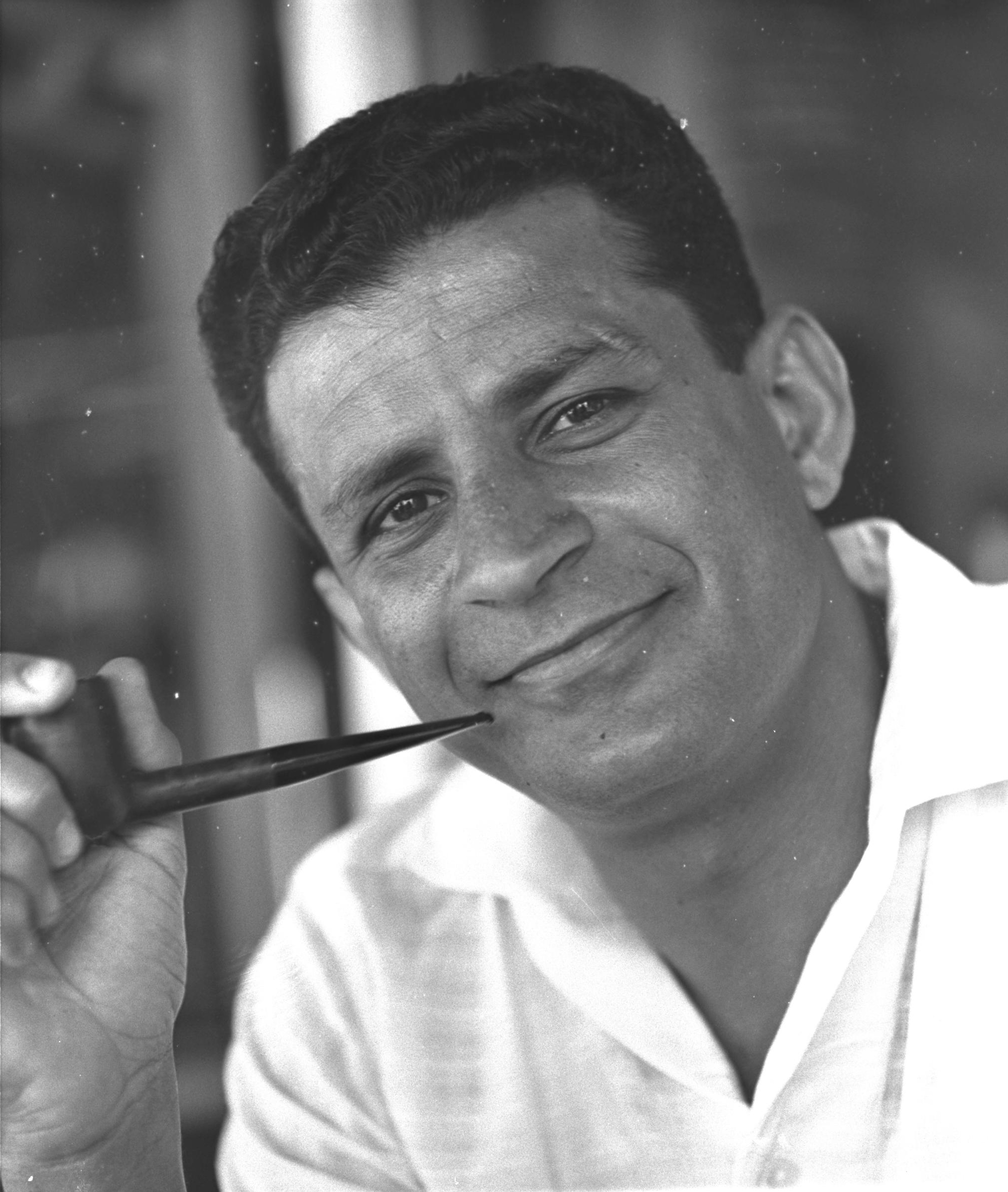
Abie Nathan († 2008)

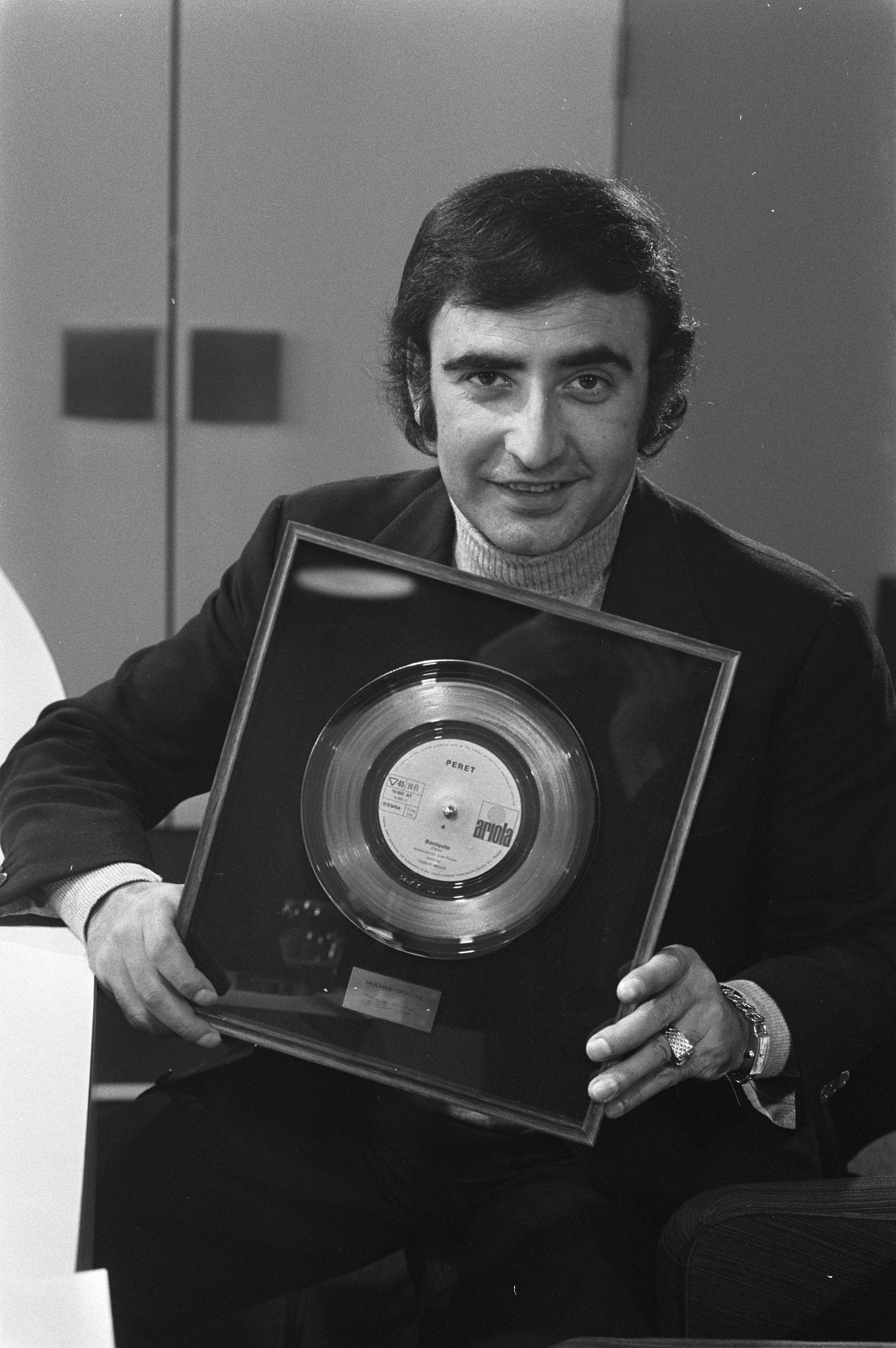
Peret († 2014)

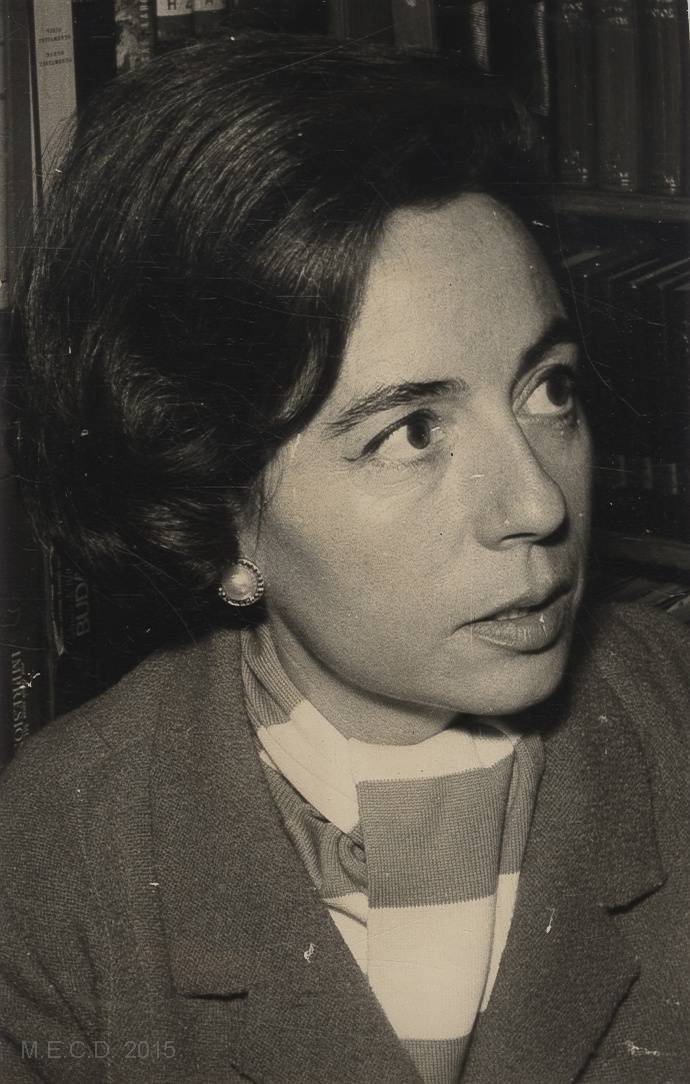
Marta Portal († 2016)

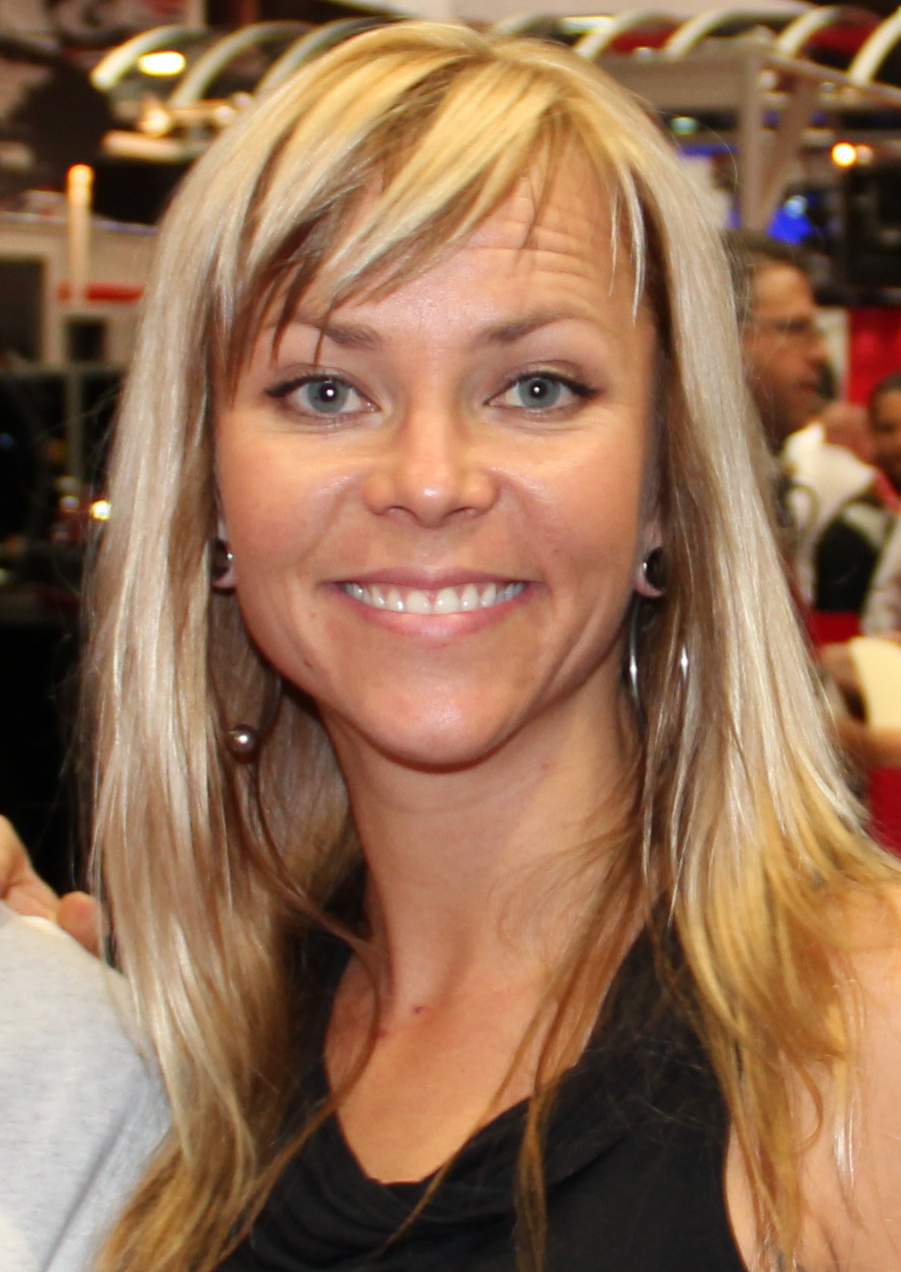
Jessi Combs († 2019)

- 2008: Abie Nathan, israelischer Pilot und Friedensaktivist
- 2009: Kurt Bürer, Schweizer Politiker
- 2009: Sergei Wladimirowitsch Michalkow, russischer Schriftsteller
- 2009: Schota Tschotschischwili, russisch-georgischer Judoka
- 2010: Ueli Beck, Schweizer Schauspieler und Radiomoderator
- 2010: Anton Geesink, niederländischer Judoka
- 2010: Helene Loebenstein, österreichische Arabistin und Papyrologin
- 2010: Hans-Joachim Marx, deutscher Komponist und Dirigent
- 2010: Hanna Zuschneid, deutsche Turnerin
- 2011: Nikolaus Fheodoroff, österreichischer Komponist, Dirigent, Pianist und Tonmeister
- 2012: Neville Alexander, südafrikanischer Linguist und Bürgerrechtler
- 2012ː Aurora Bautista, spanische Schauspielerin
- 2012: Malcolm Browne, US-amerikanischer Fotojournalist
- 2013: David J. P. Barker, britischer Epidemiologe
- 2013: Maxwell Fuller, australischer Schachspieler
- 2014: Melinda Esterházy, ungarisch-österreichische Balletttänzerin und Großgrundbesitzerin
- 2014: Winnie Gebhardt-Gayler, deutsche Illustratorin
- 2014: Peret, spanischer Sänger und Gitarrist
- 2014: Benno Pludra, deutscher Schriftsteller
- 2015: Monique Berlioux, französische Sportfunktionärin
- 2015: Friedrich Fehrmann, deutscher Verwaltungsjurist und Polizeipräsident
- 2015ː Marianne Sin-Pfältzer, deutsche Fotografin
- 2016: Hans Auras, deutscher Architekt
- 2016: Marta Portal, spanische Schriftstellerin
- 2017: Wulf Bernotat, deutscher Manager
- 2017: Gert Richter, deutscher Schauspieldramaturg, Schriftsteller, Verlagsredakteur und Herausgeber
- 2017: Agnes Sauser-Im Obersteg, Berner Politikerin, Gemeindepräsidentin
- 2017: Helli Stehle, Schweizer Radiomoderatorin und Schauspielerin
- 2018: Roland Mader, deutscher Volleyballfunktionär und Unternehmer
- 2018: Stefan Weinfurter, deutscher Mittelalterhistoriker
- 2019: Jessi Combs, US-amerikanische Automobilrennfahrerin
- 2019: Dawda Jawara, gambischer Staatspräsident
- 2020: Melissa Shook, US-amerikanische Fotografin und Künstlerin
- 2020: Salvador Rivas Martínez, spanischer Botaniker
- 2021: Edmond Henri Fischer, schweizerisch-US-amerikanischer Biochemiker, Nobelpreisträger
- 2021: Heide Keller, deutsche Schauspielerin und Drehbuchautorin
- 2021: Siegfried Matthus, deutscher Komponist
- 2021: Wolf-Dieter Poschmann, deutscher Leichtathlet und Sportmoderator
- 2022: David Bailey, kanadischer Leichtathlet und Pharmakologe
- 2022: Karl Lamers, deutscher Politiker
- 2022: Robert Mitchell, britischer Shorttracker und Eisschnellläufer
- 2022: Ferenc Stámusz, ungarischer Radrennfahrer
- 2024: Charlotte Kretschmann, deutsche Supercentenarian

## Feier- und Gedenktage
- Kirchliche Gedenktage
  - Hl. Monika von Tagaste, römische Mutter des Augustinus von Hippo, Schutzpatronin der Mütter (evangelisch, anglikanisch, römisch-katholisch, orthodox)
  - Hl. Caesarius von Arles, Erzbischof von Arles (evangelisch, römisch-katholisch)
- Namenstage
  - Gebhard, Monika
- Staatliche Feier- und Gedenktage
  - Republik Moldau, Unabhängigkeit von der Sowjetunion (1991)

Weitere Einträge enthält die Liste von Gedenk- und Aktionstagen.